# Leaders des pays Alliés durant la Première Guerre mondiale
 (mars 2021).
Cet article présente la liste des dirigeants ainsi que des personnalités politiques et militaires des pays Alliés de la Première Guerre mondiale.

## Portraits des dirigeants

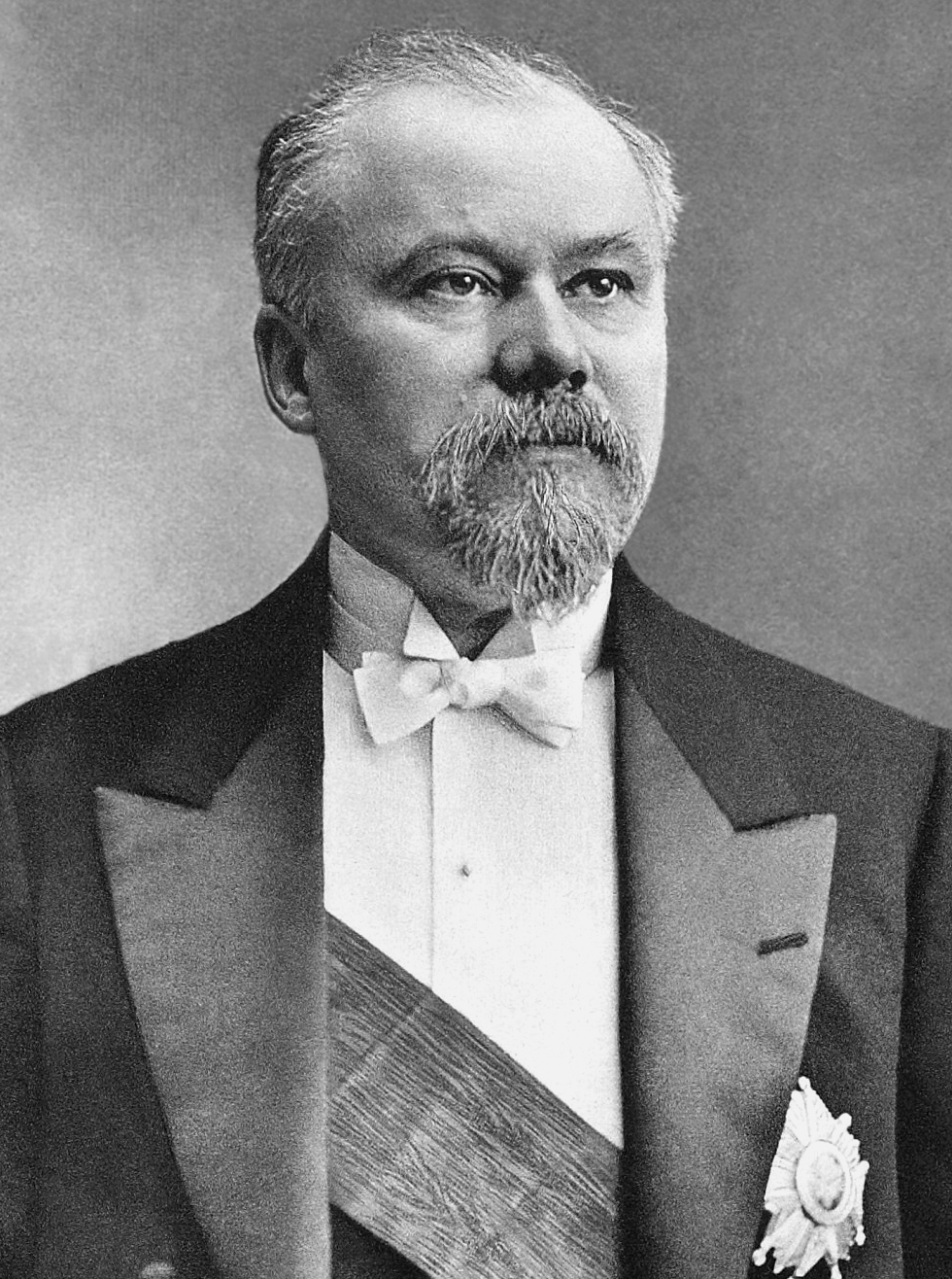
Raymond Poincaré Président français (1913–1918).
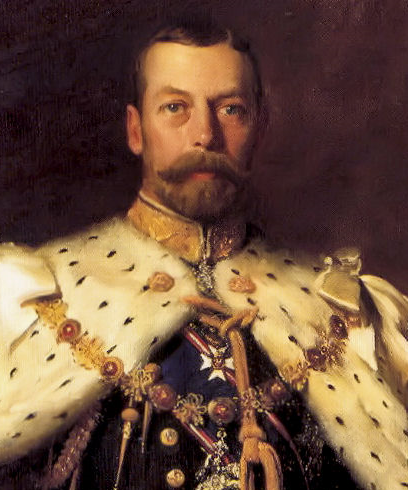
George V Souverain britannique (1910–1936).
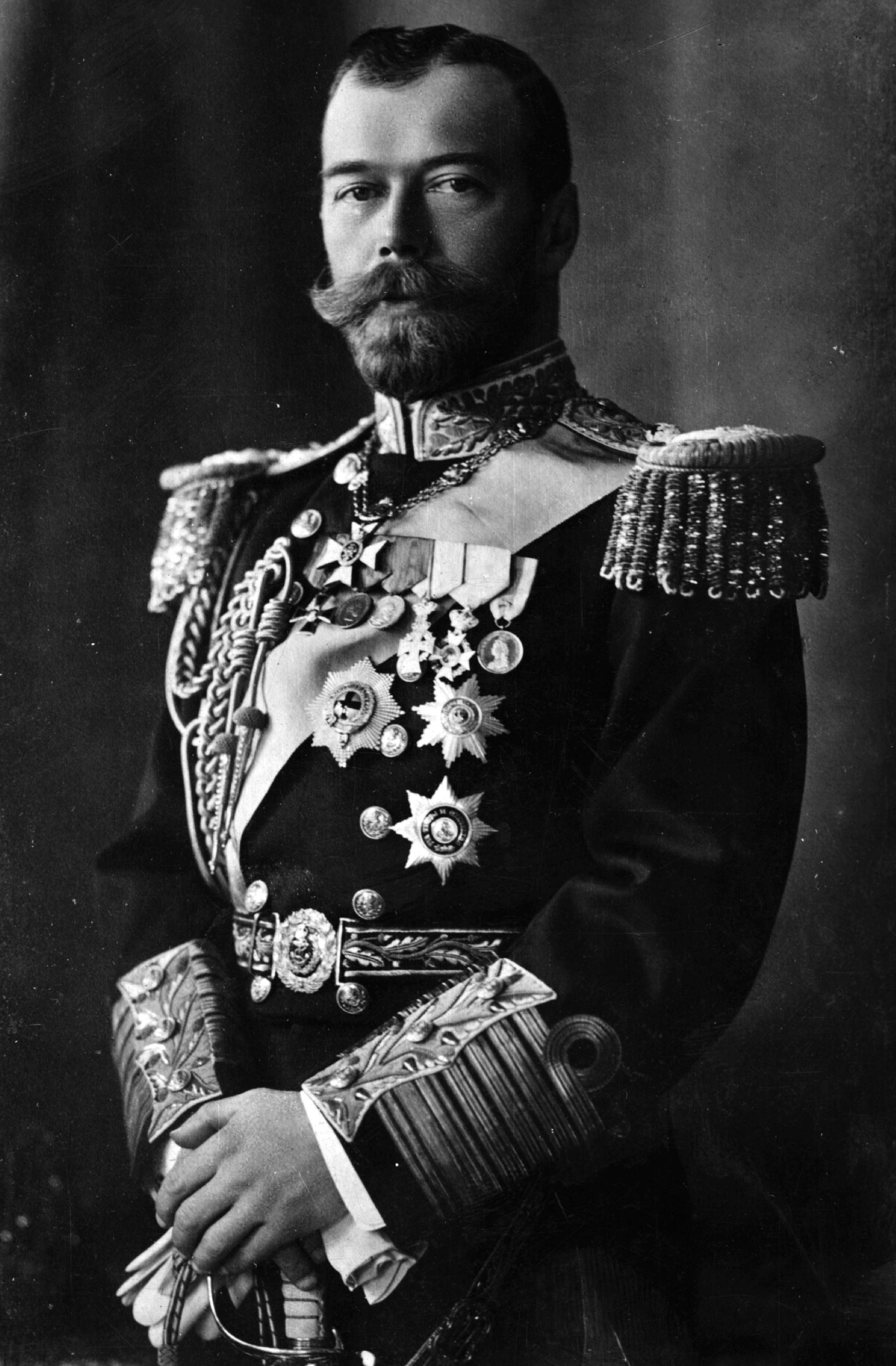
Nicolas II Tsar de Russie (1894–1917).
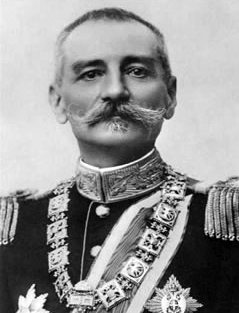
Pierre Ier Roi de Serbie (1903–1921).
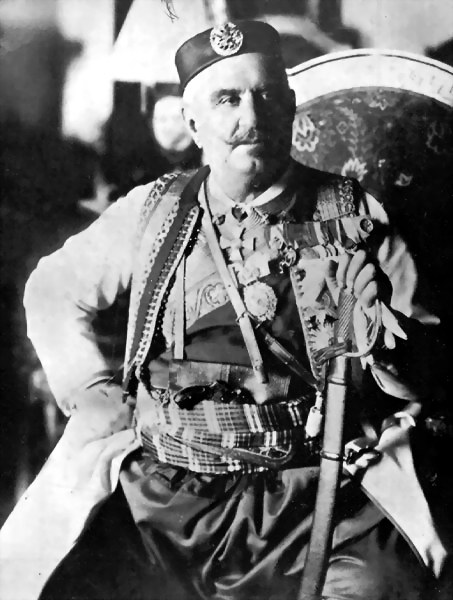
Nicolas Ier Roi du Monténégro (1910–1918).
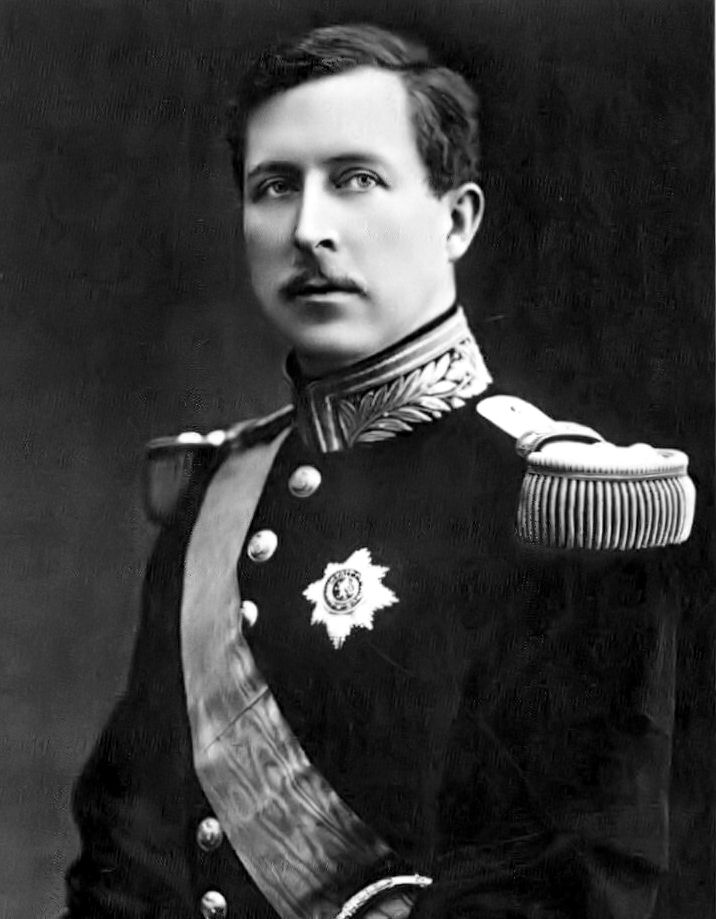
Albert Ier Roi des Belges (1909–1934).
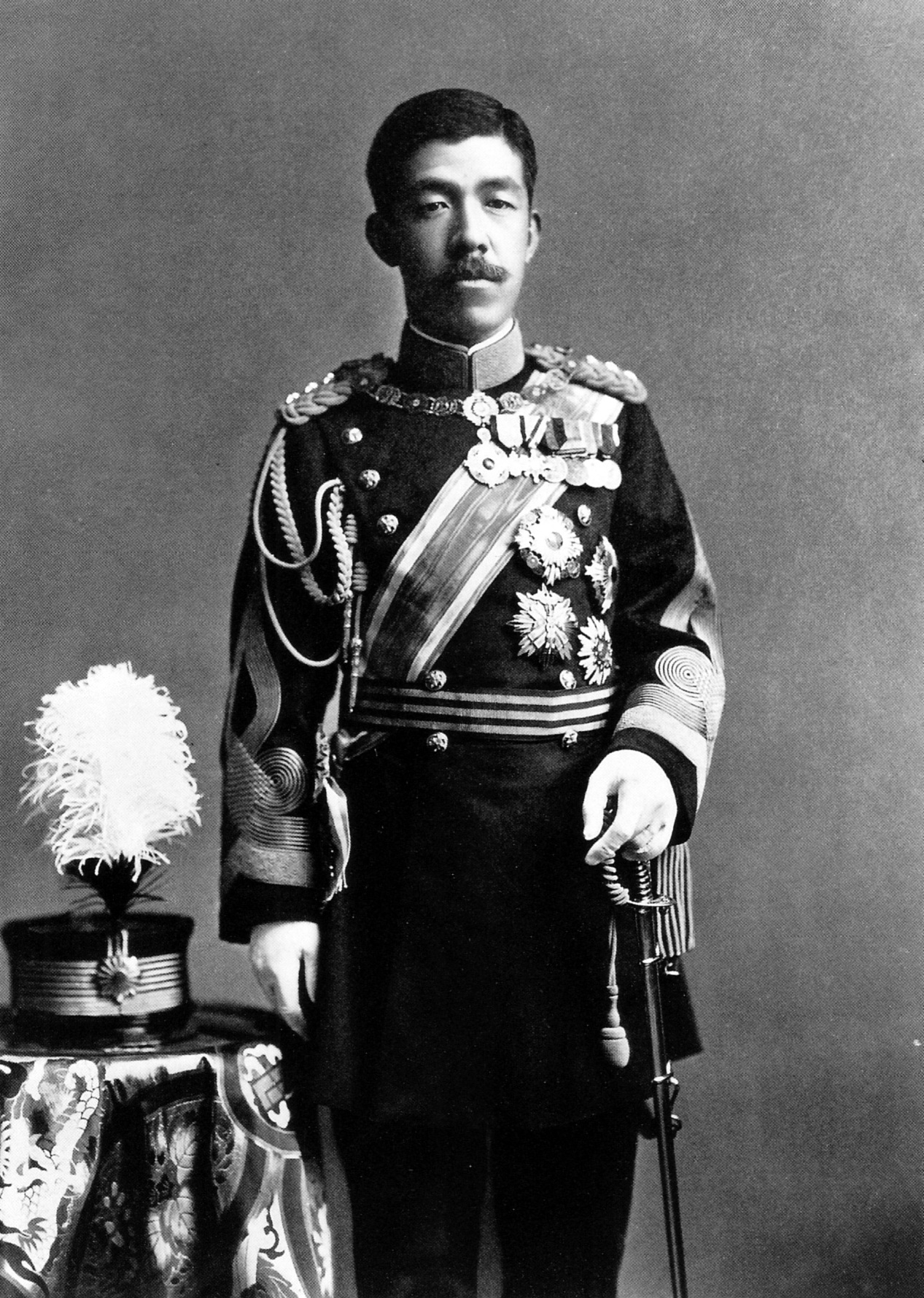
Taishō Tennō Empereur du Japon (1912–1926).
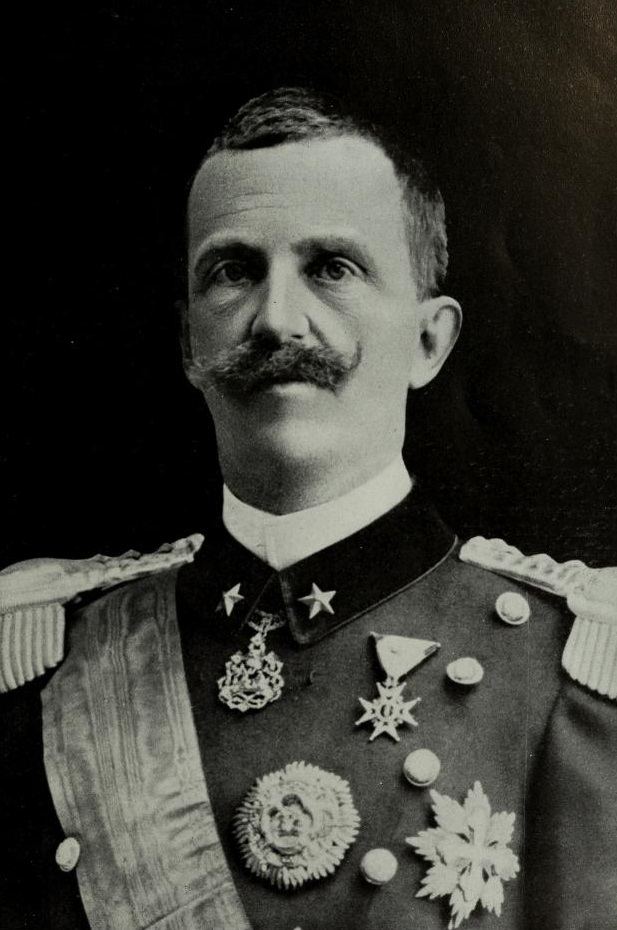
Victor-Emmanuel III Roi d'Italie (1900–1946).
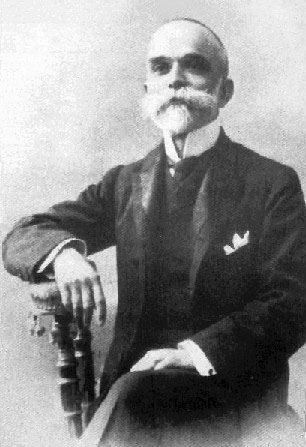
Bernardino Machado Président du Portugal (1915–1917).
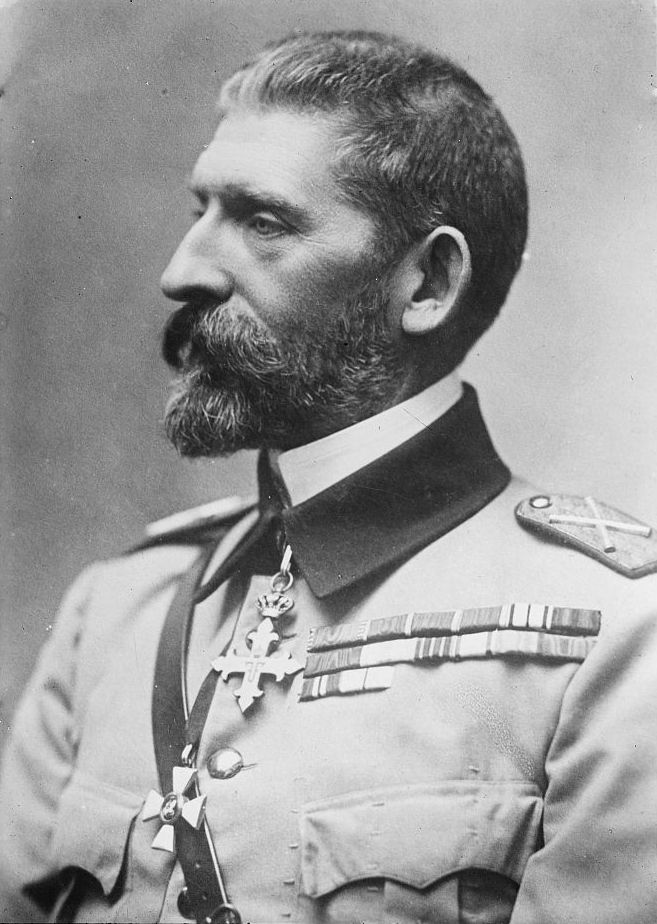
Ferdinand Ier Roi de Roumanie (1914–1927).
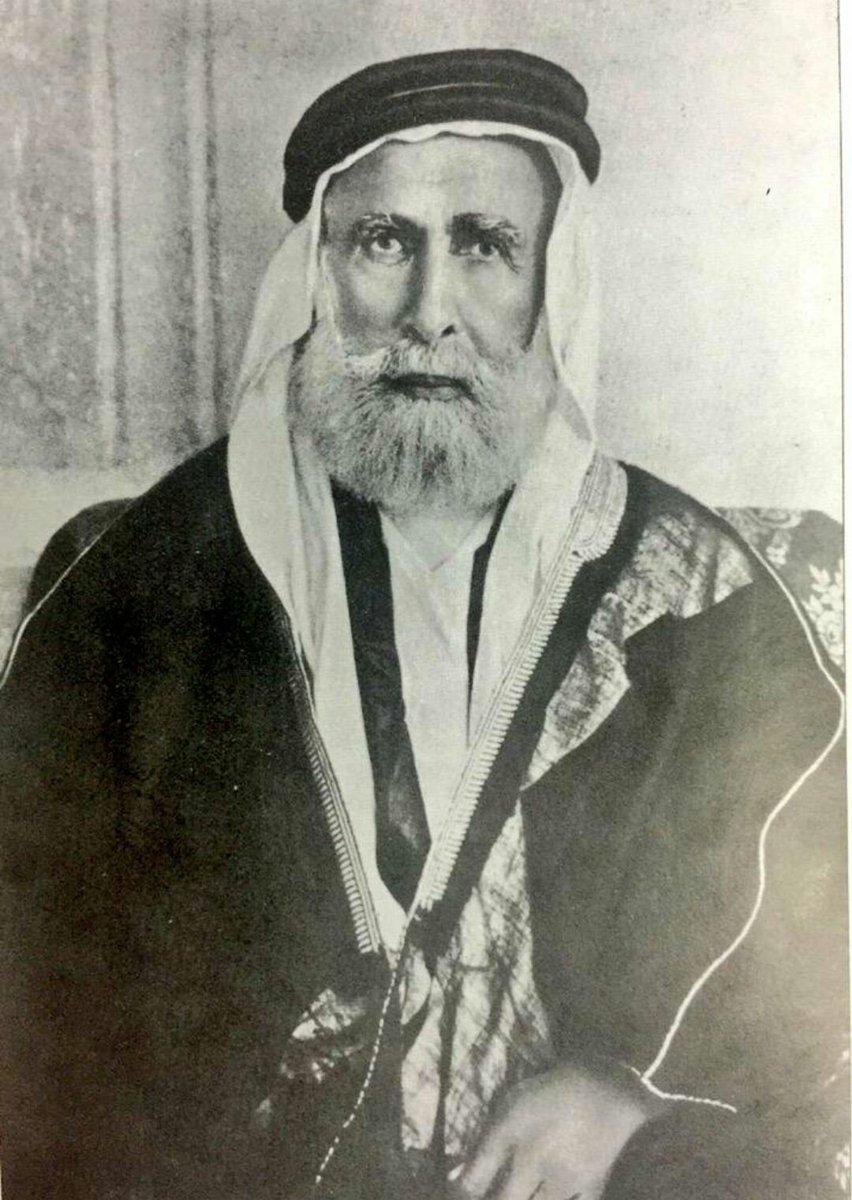
Hussein ben Ali Roi du Hedjaz (1916–1924).
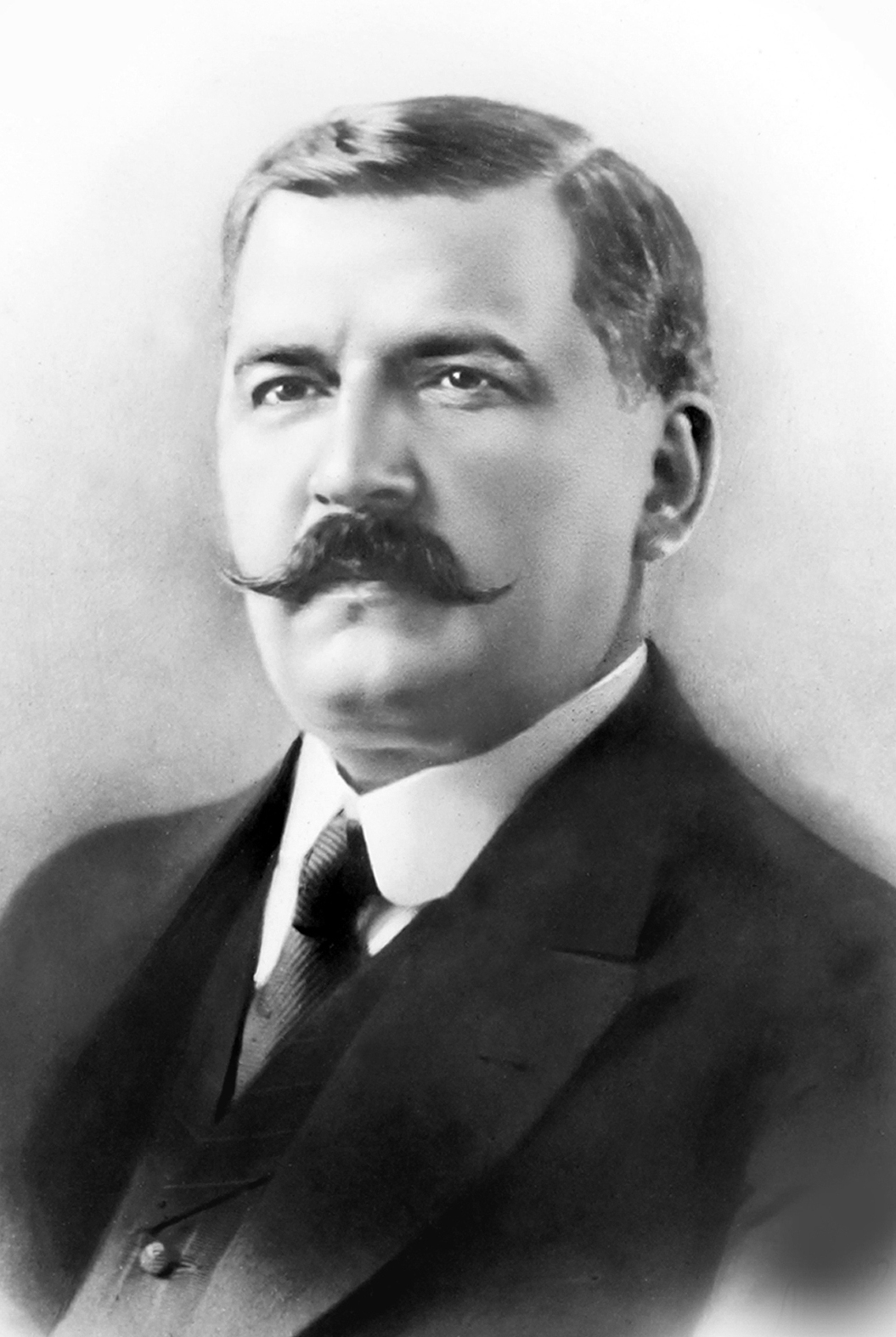
Venceslau Brás Président brésilien (1914–1918).
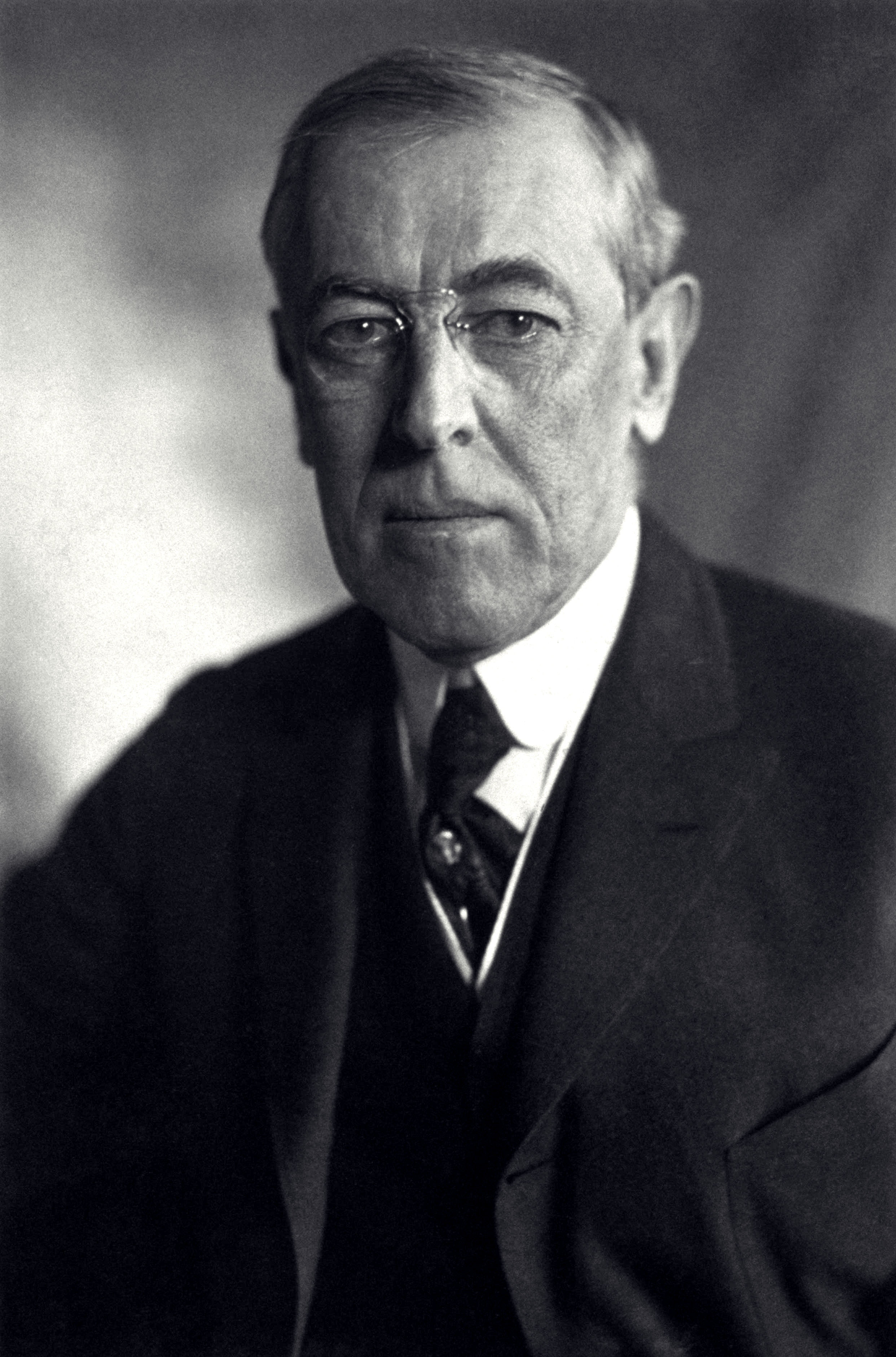
Woodrow Wilson Président des États-Unis (1913–1921).
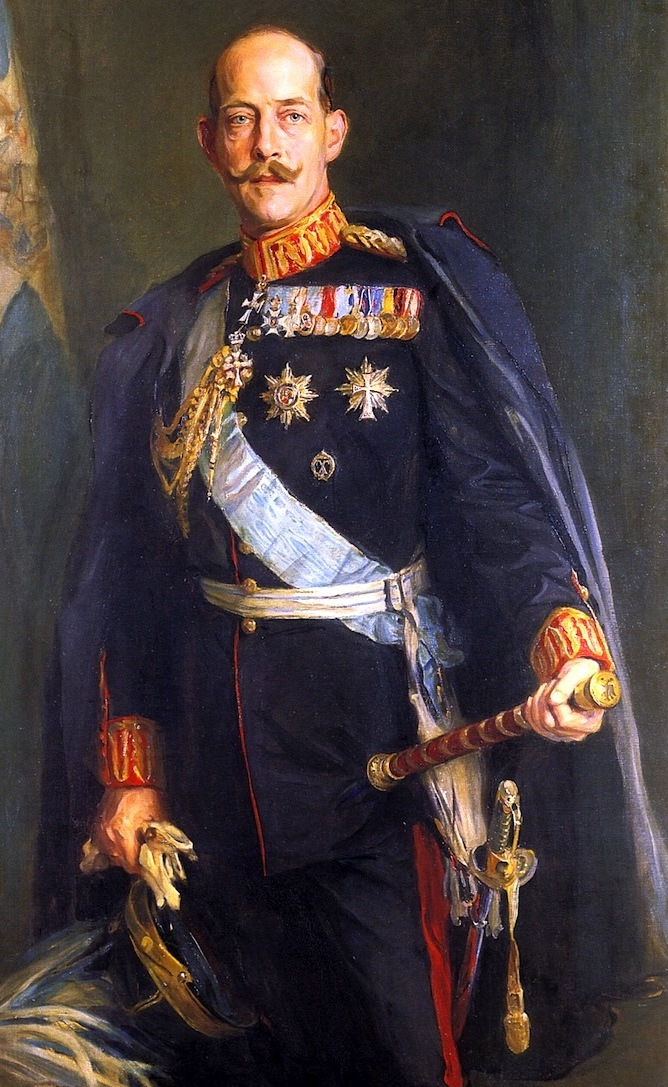
Constantin Ier Roi des Hellènes (1913–1917).

### France

#### Personnalités politiques
- René Viviani - Président du Conseil (1914–1915).
- Aristide Briand - Président du Conseil (1915–1917).
- Alexandre Ribot - Président du Conseil (1917).
- Paul Painlevé - Président du Conseil et Ministre de la Guerre (1917).
- Georges Clemenceau - Président du Conseil et Ministre de la Guerre (1917–1920).
- Adolphe Messimy - Ministre de la Guerre (1914).
- Alexandre Millerand - Ministre de la Guerre (1914–1915).
- Lucien Lacaze - Ministre de la Guerre (1917).

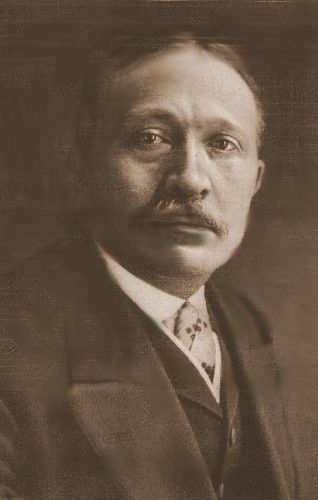
René Viviani
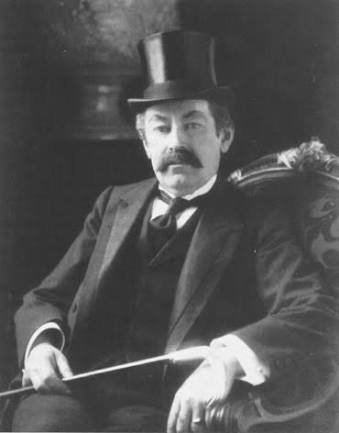
Aristide Briand
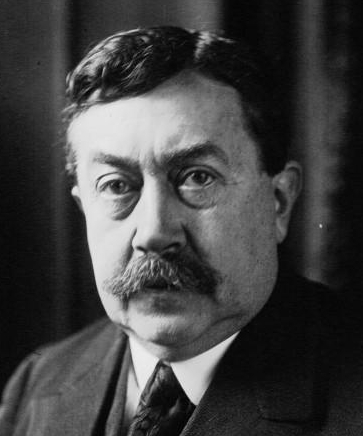
Paul Painlevé
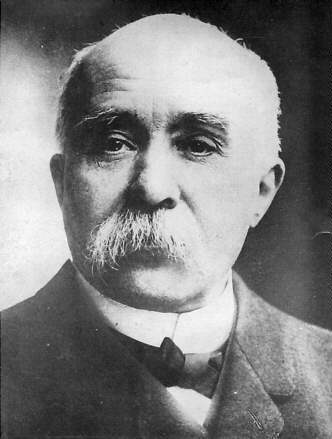
Georges Clemenceau
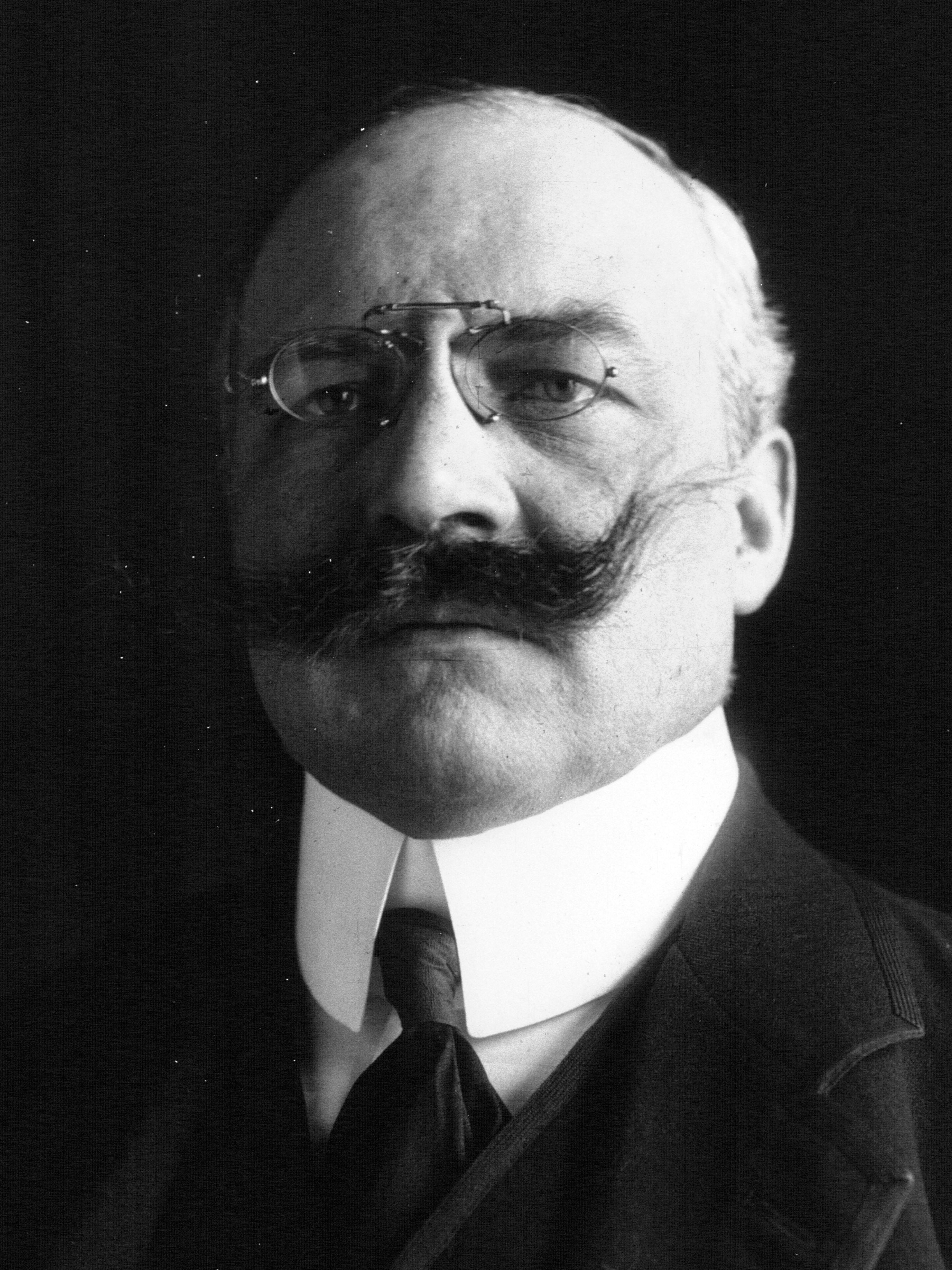
Adolphe Messimy
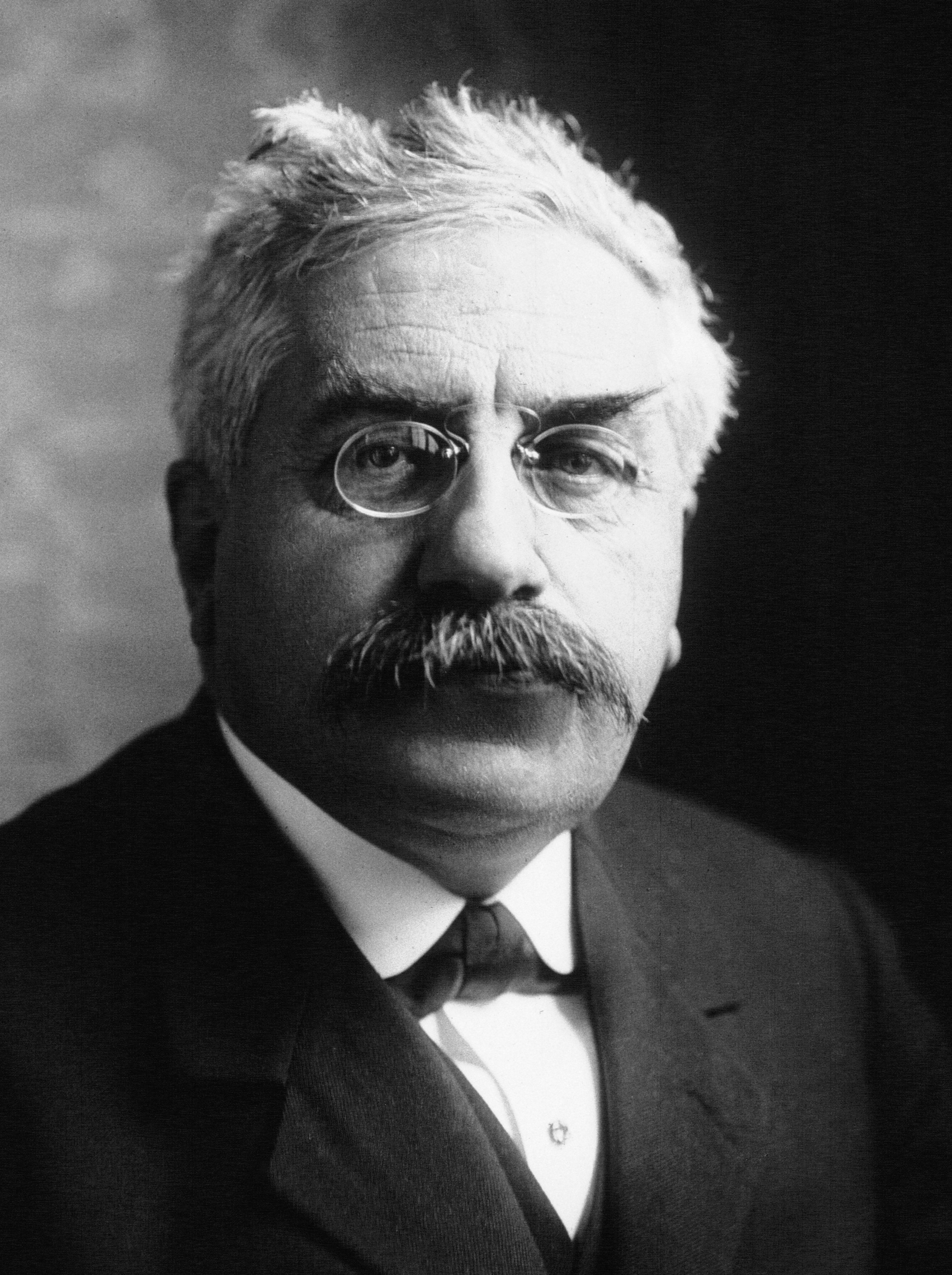
Alexandre Millerand
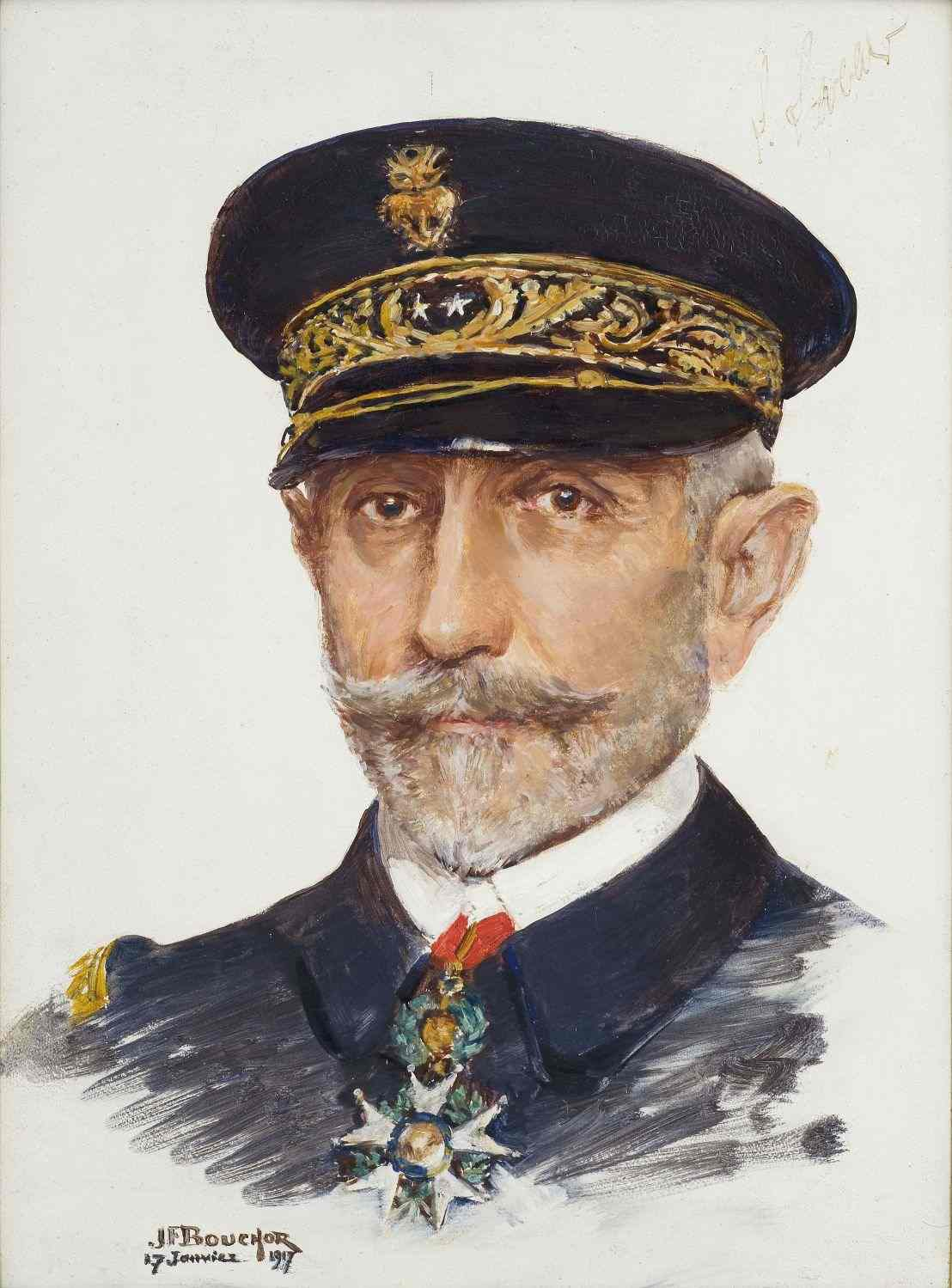
Lucien Lacaze

#### Personnalités militaires
- Joseph Joffre - Commandant en chef des armées françaises (1914–1916).
- Ferdinand Foch - Commandant en chef du Groupe d'Armées Nord (1914–16), puis Commandant en chef (Généralissime) des forces armées alliées (1918).
- Robert Nivelle - Commandant en chef de l'Armée française (1916–1917).
- Philippe Pétain - Commandant en chef de l'Armée française (1917–1918).
- Maxime Weygand - Général de l'Armée française et représentant militaire permanent au sein du Conseil suprême de Guerre.
- Augustin Dubail - Commandant de la 1re Armée (1914–1915) puis du Groupe d'Armées Est (1915–1916). Gouverneur militaire de Paris (1916–1918).
- Fernand de Langle de Cary - Commandant de la 4e Armée (1914), puis du Groupe d'Armées Centre (1915–1916).
- Victor d'Urbal - Commandant des forces armées françaises en Belgique (1914), de la 8e Armée (1915–1916), et de la 10e Armée.
- Maurice Sarrail - Commandant de l'Armée d'Orient (1915–1919).
- Adolphe Guillaumat - Commandant de l'Armée alliée d'Orient (1917–1918), puis Gouverneur militaire de Paris et représentant militaire permanent au sein du Conseil suprême de Guerre.
- Louis Franchey d'Espèrey - Commandant du Groupe d'Armées Nord (1917–1918) puis de l'Armée alliée d'Orient (1918).
- Joseph Gallieni - Gouverneur militaire de Paris puis Ministre de la Guerre (1915–1916).
- Michel-Joseph Maunoury - Commandant de la 6e Armée (1914–1915).
- Pierre Roques - Commandant de la 1re Armée (1915–1916) puis Ministre de la Guerre (1916).
- Marie-Eugène Debeney - Général de la 1re Armée (1917–1918).
- Paul Maistre - Commandant de la 6e Armée (1917), de la 10e Armée (1917–1918) et enfin du Groupe d'Armées Nord (1918).
- Henri Putz - Commandant de l'Armée d'Alsace (1914–1915).
- Louis de Maud'huy - Commandant de la 10e Armée (1914–1915) puis de la 7e Armée (1915).
- Georges Louis Humbert - Commandant de la 8e Armée (1915) puis de la 3e Armée (1915–1918).
- Denis Auguste Duchêne - Commandant de la 6e Armée (1917–1918).
- Charles Mangin - Commandant de la 6e Armée (1916–1917) puis de la 10e Armée (1918).
- Henri Gouraud - Commandant du Corps expéditionnaire d'Orient (1915), puis de la 4e Armée (1915–1916 et 1917–1918).
- François Anthoine - Commandant de la 1re Armée (1917).
- Henri Mathias Berthelot - Commandant de la Mission Berthelot en Roumanie (1915–1919) et de la 5e Armée (1918).
- Noël Édouard de Castelnau - Commandant de la 2e Armée (1914-1915), du Groupe d'Armées Centre (1915), puis du Groupe d'Armées Est (1918).
- Émile Fayolle - Commandant de la 1re Armée (1916–1917), du Groupe d'Armées Centre (1917) puis des divisions françaises sur le Front italien (1917–1918).
- Hubert Lyautey - Résident général de France au Maroc (1912–1916) puis Ministre de la Guerre (1916–1917).
- Jean César Graziani - Commandant de la 12e Armée italienne à la Bataille de Vittorio Veneto (1918).
- Milan Rastislav Štefánik - Commandant des légions tchécoslovaques.
- Joseph-Édouard Barès - Commandant de l'Armée de l'Air.

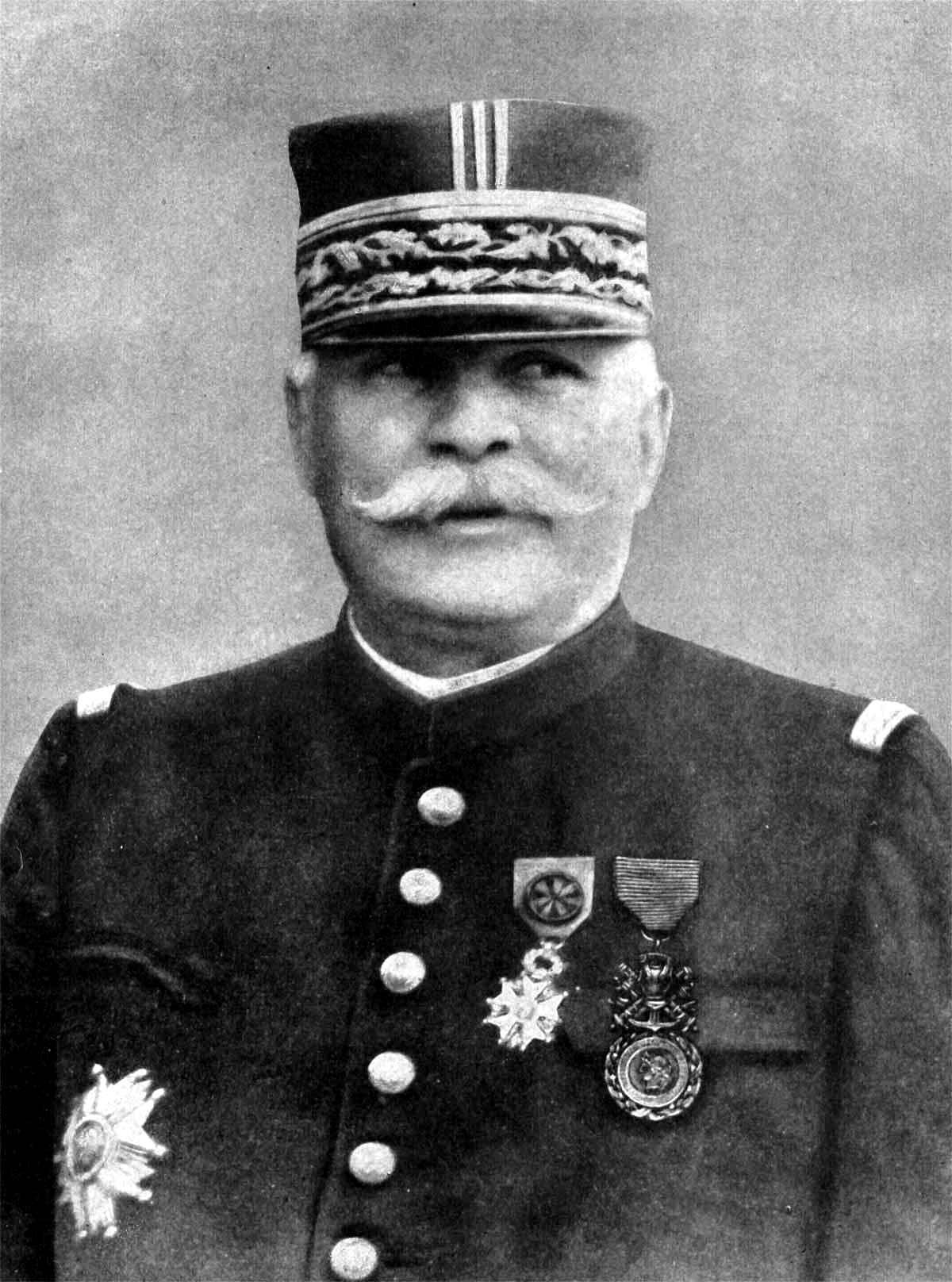
Joseph Joffre
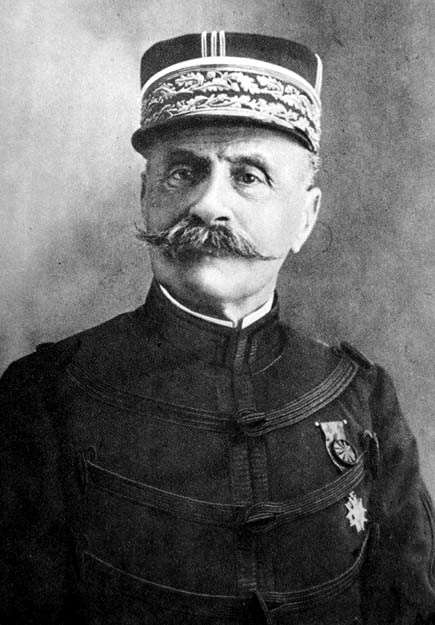
Ferdinand Foch
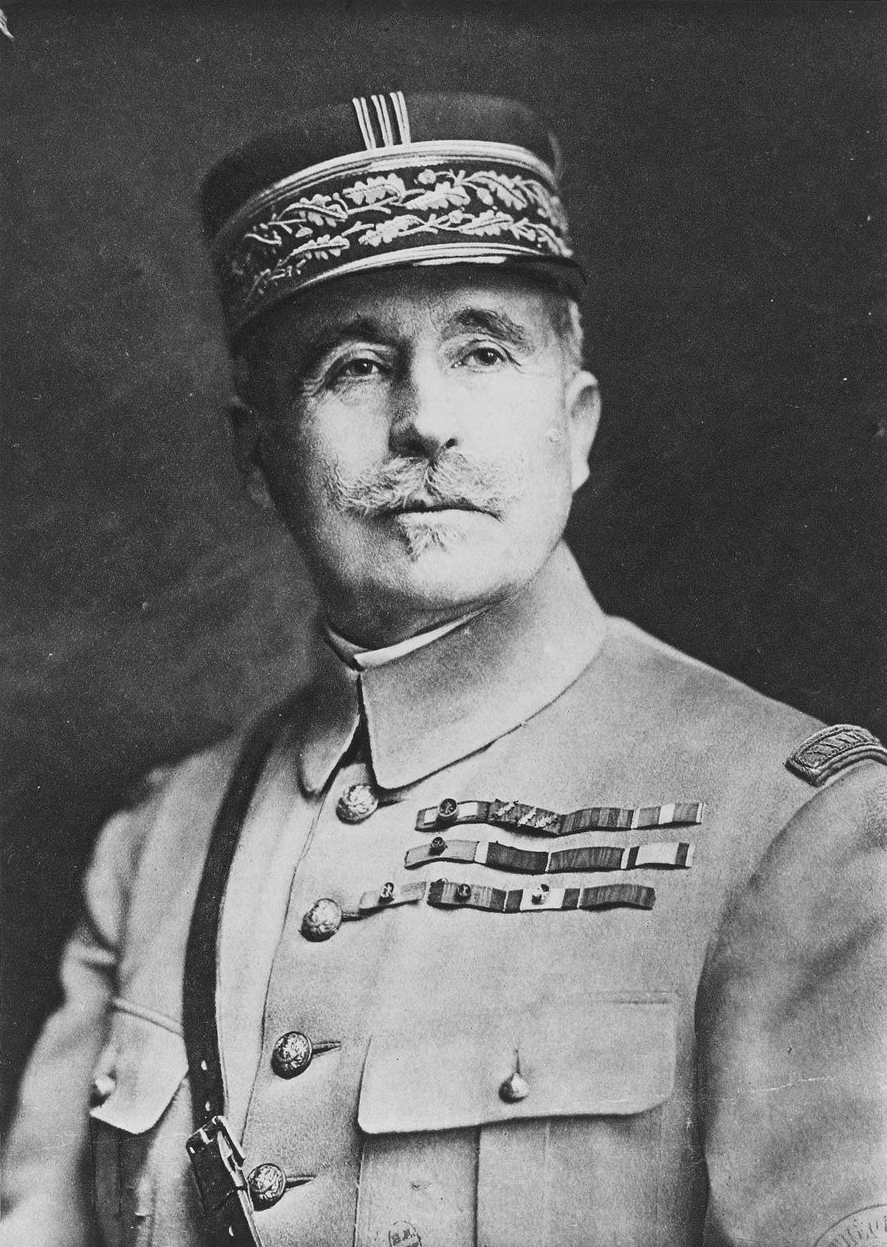
Robert Nivelle
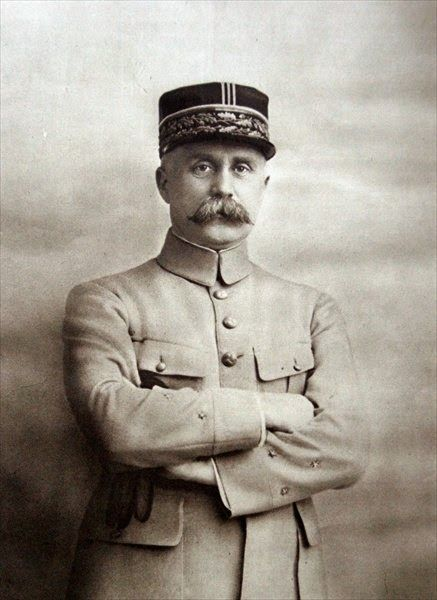
Philippe Pétain
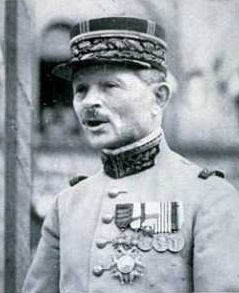
Maxime Weygand
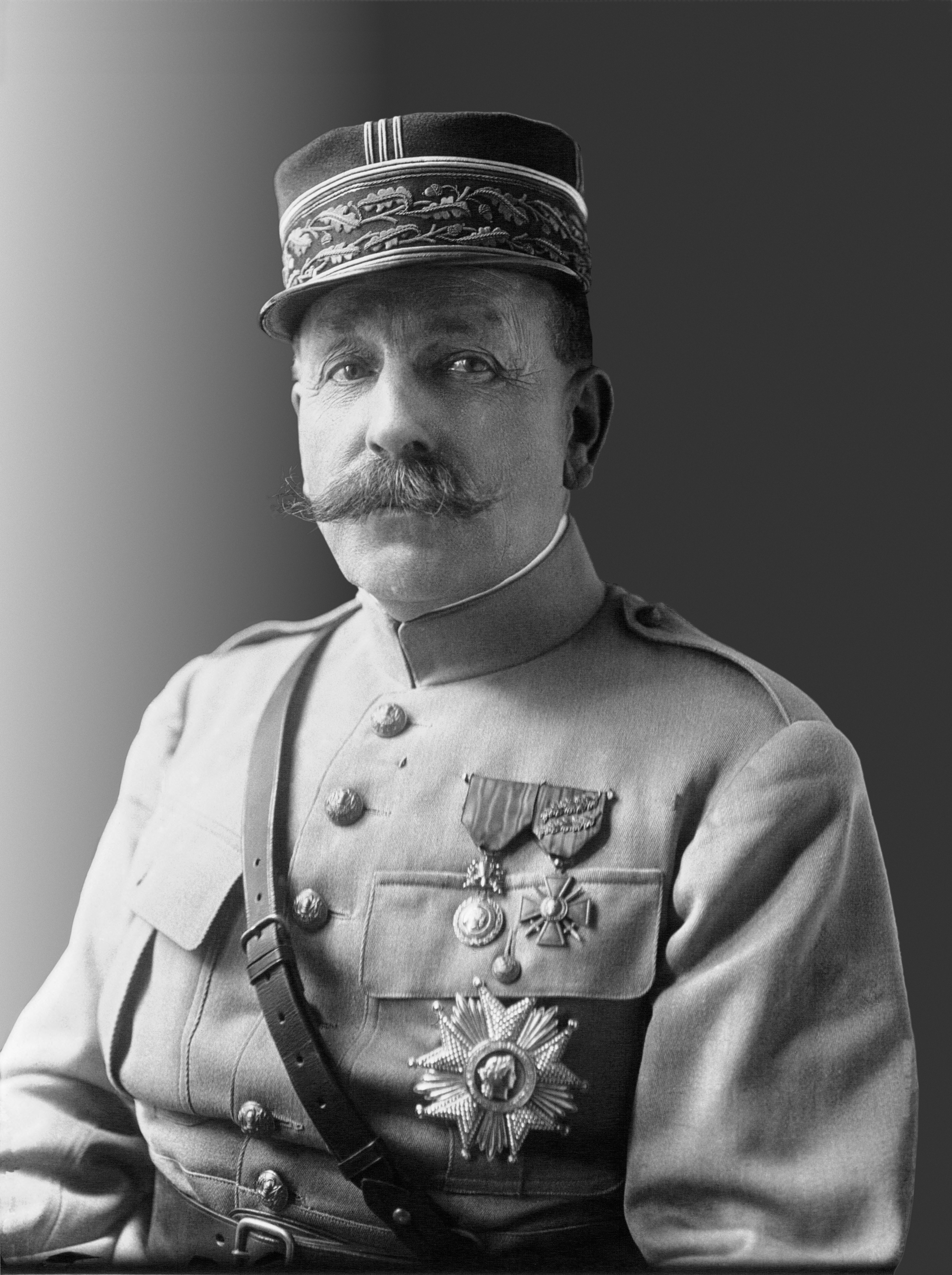
Augustin Dubail
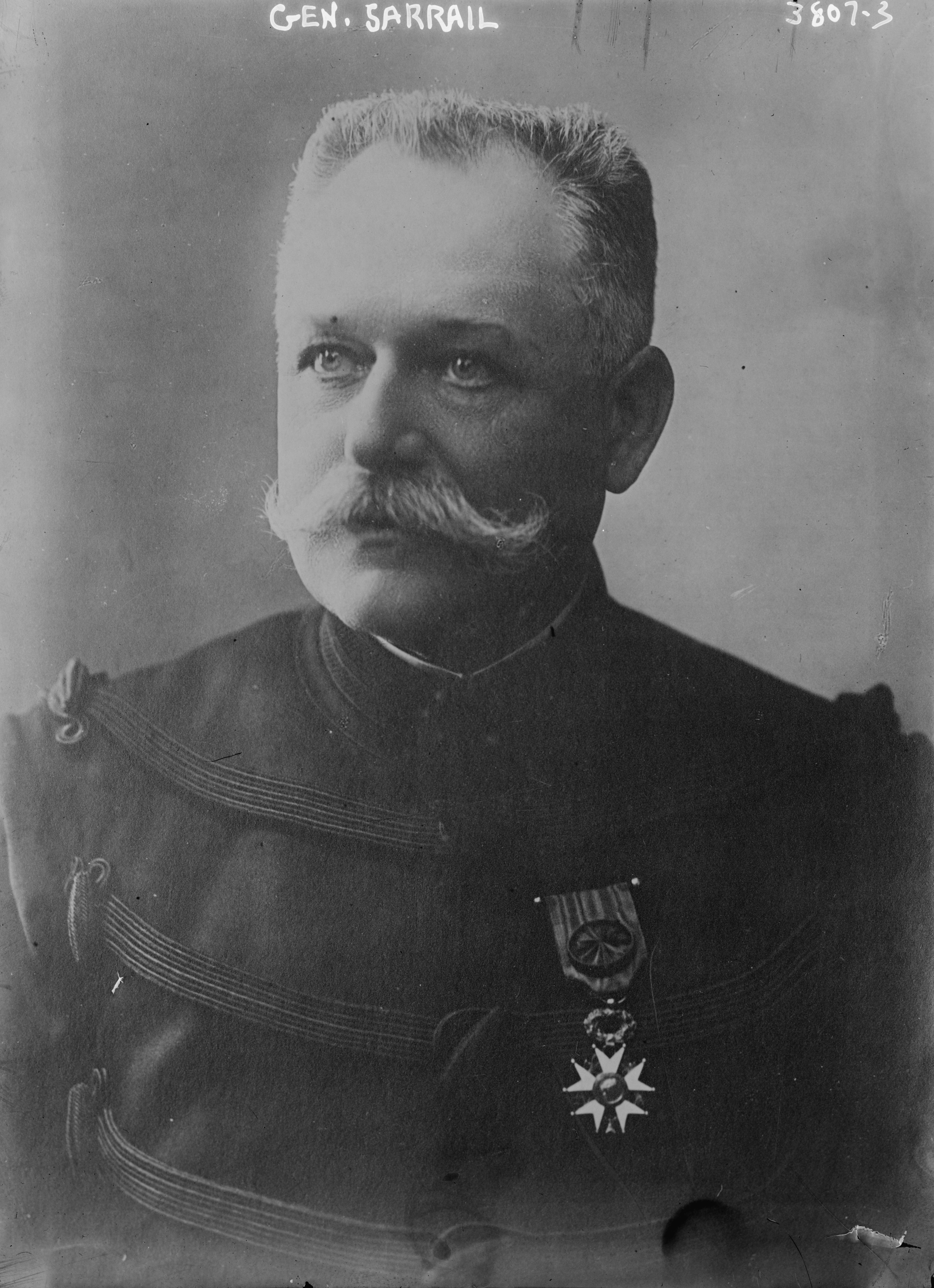
Maurice Sarrail
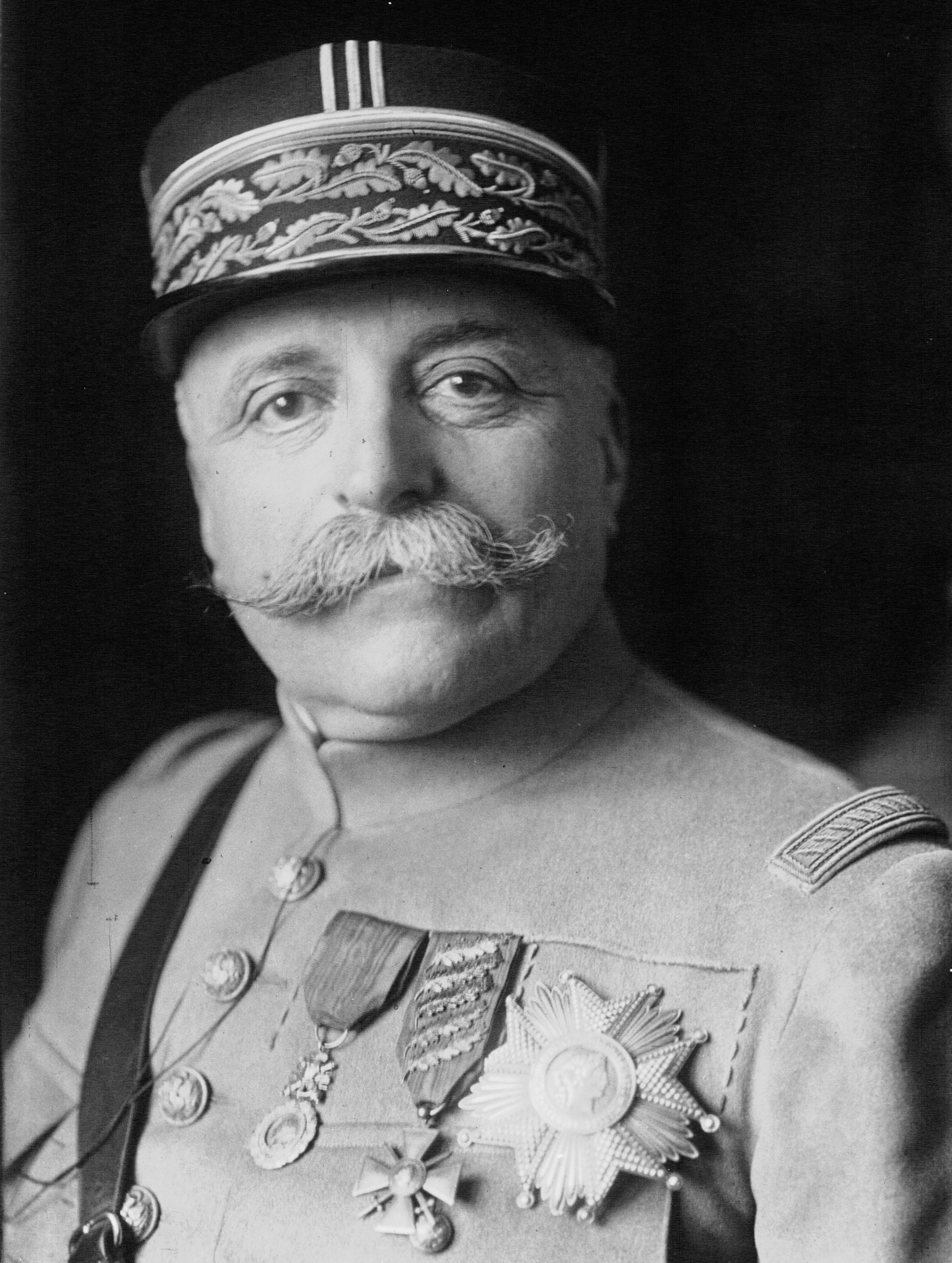
Adolphe Guillaumat
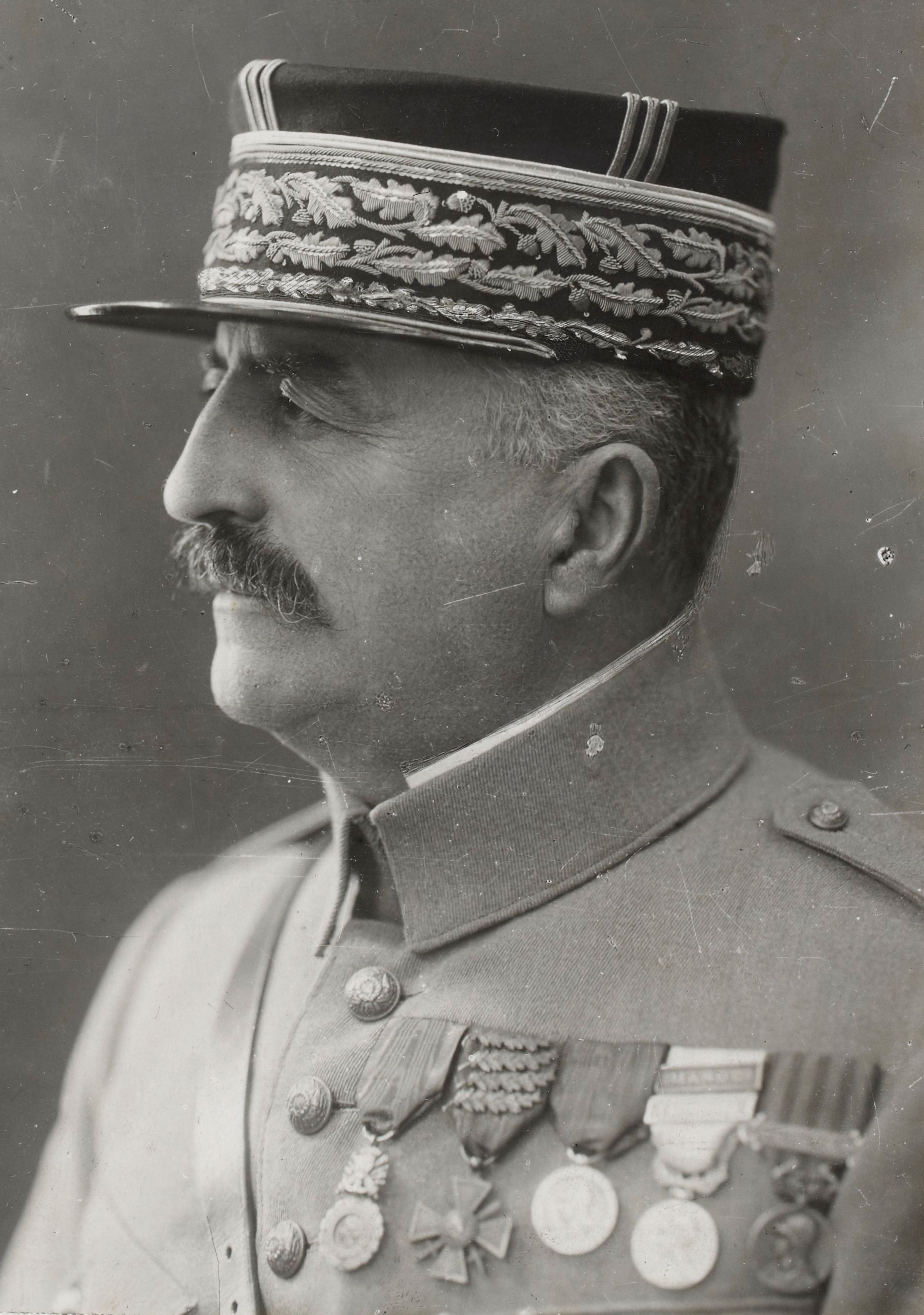
Louis Franchet d'Espèrey
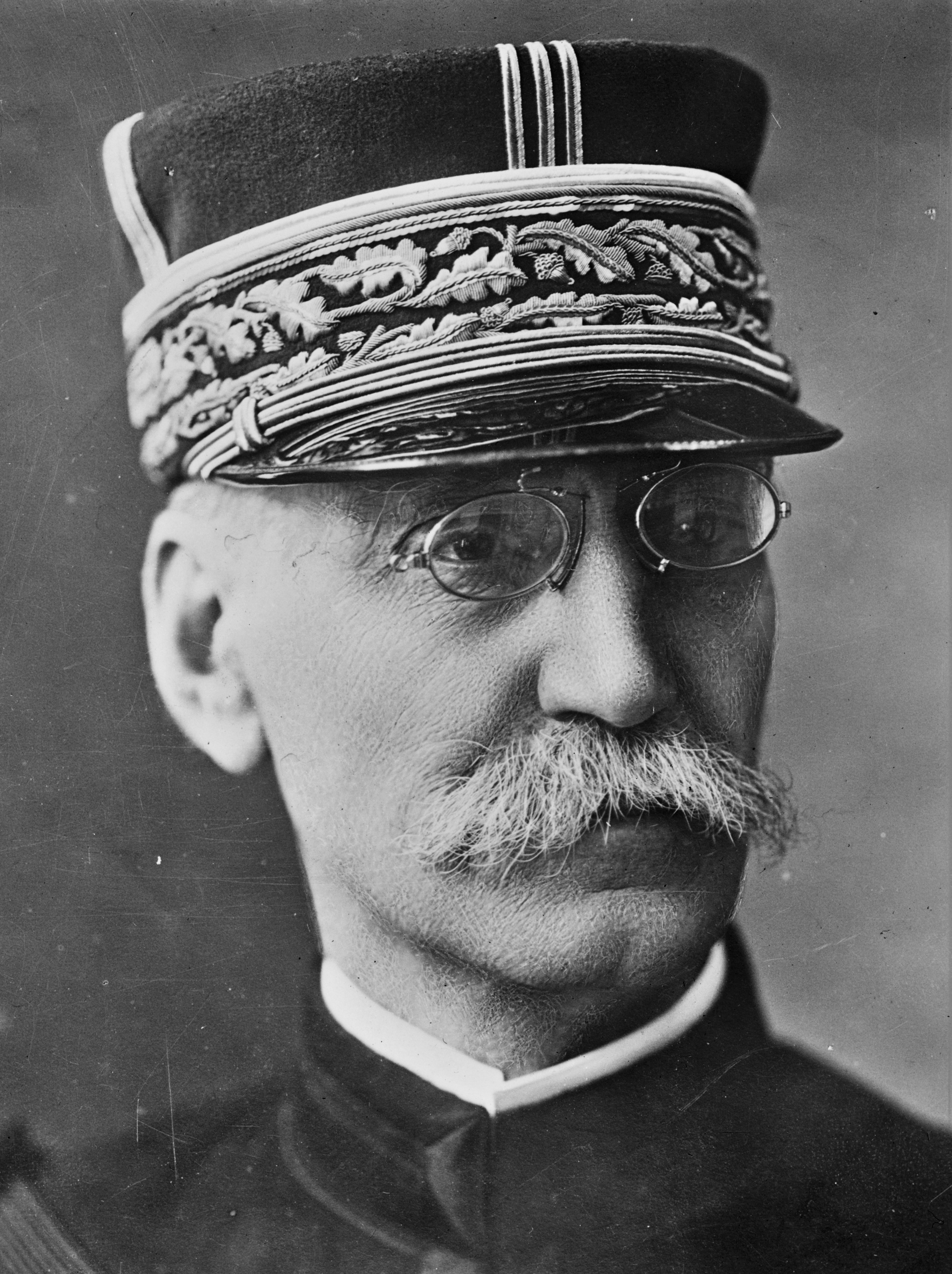
Joseph Gallieni
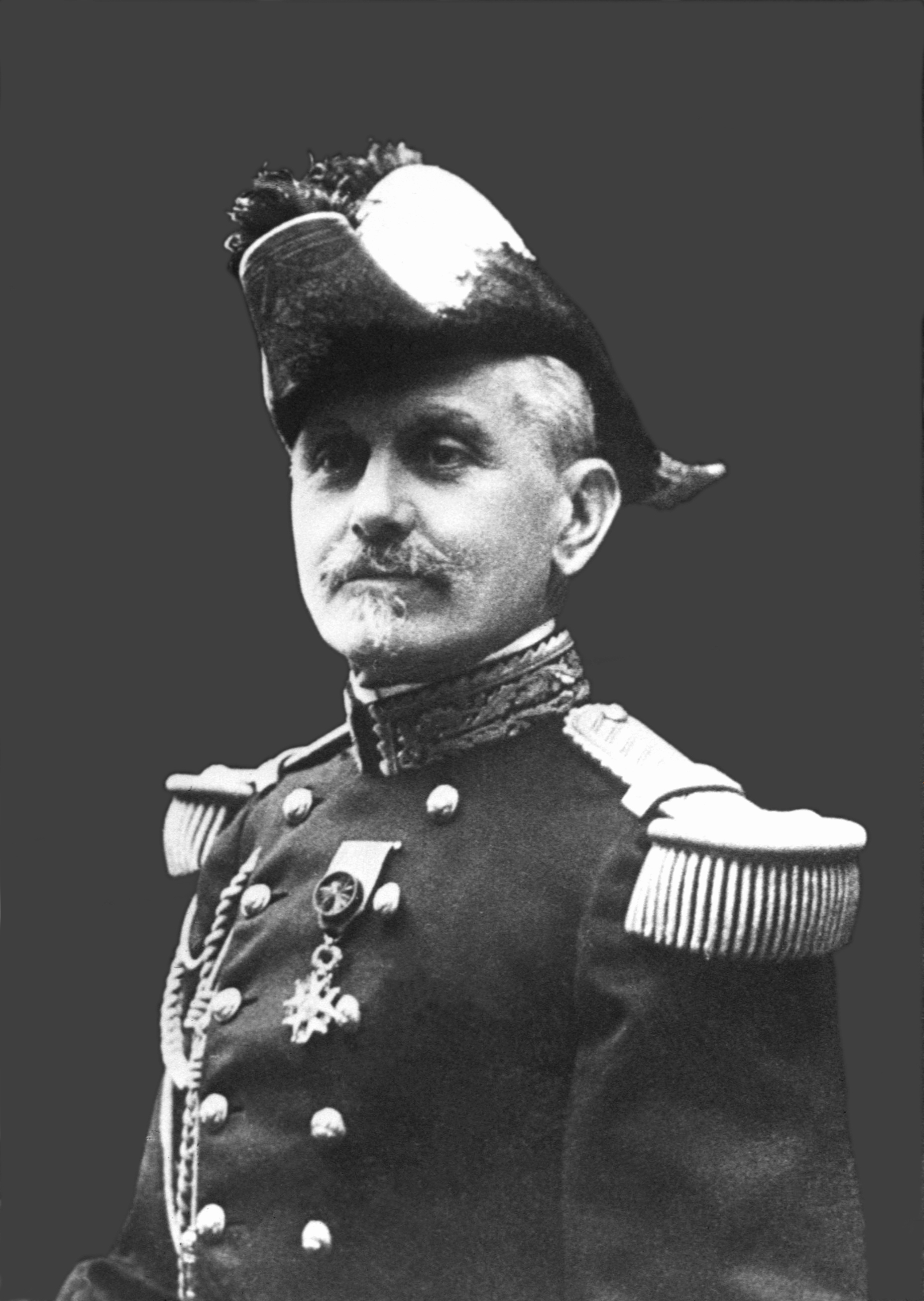
Michel-Joseph Maunoury
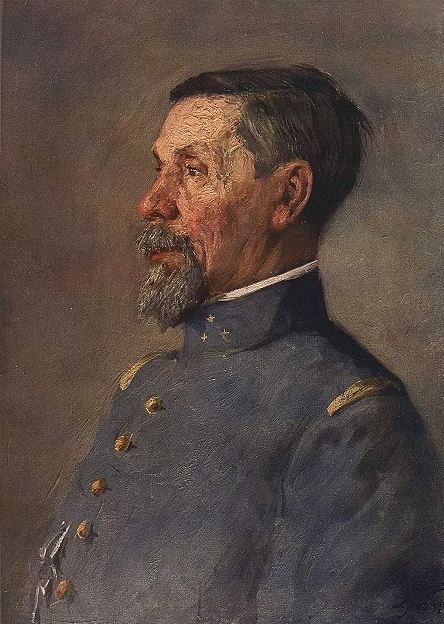
Pierre Roques
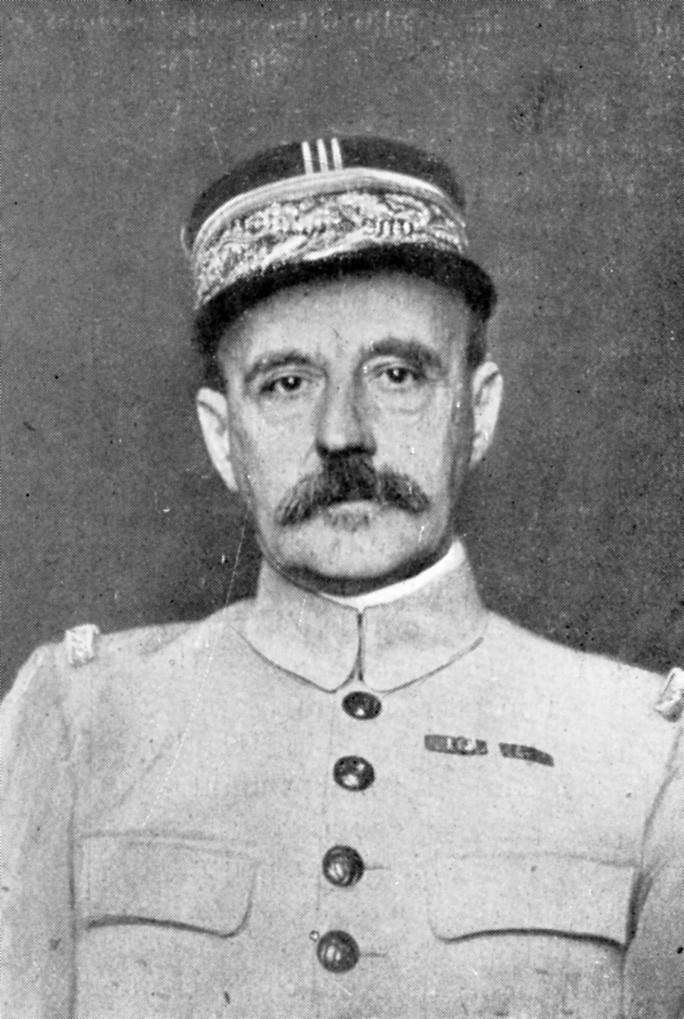
Marie-Eugène Debeney
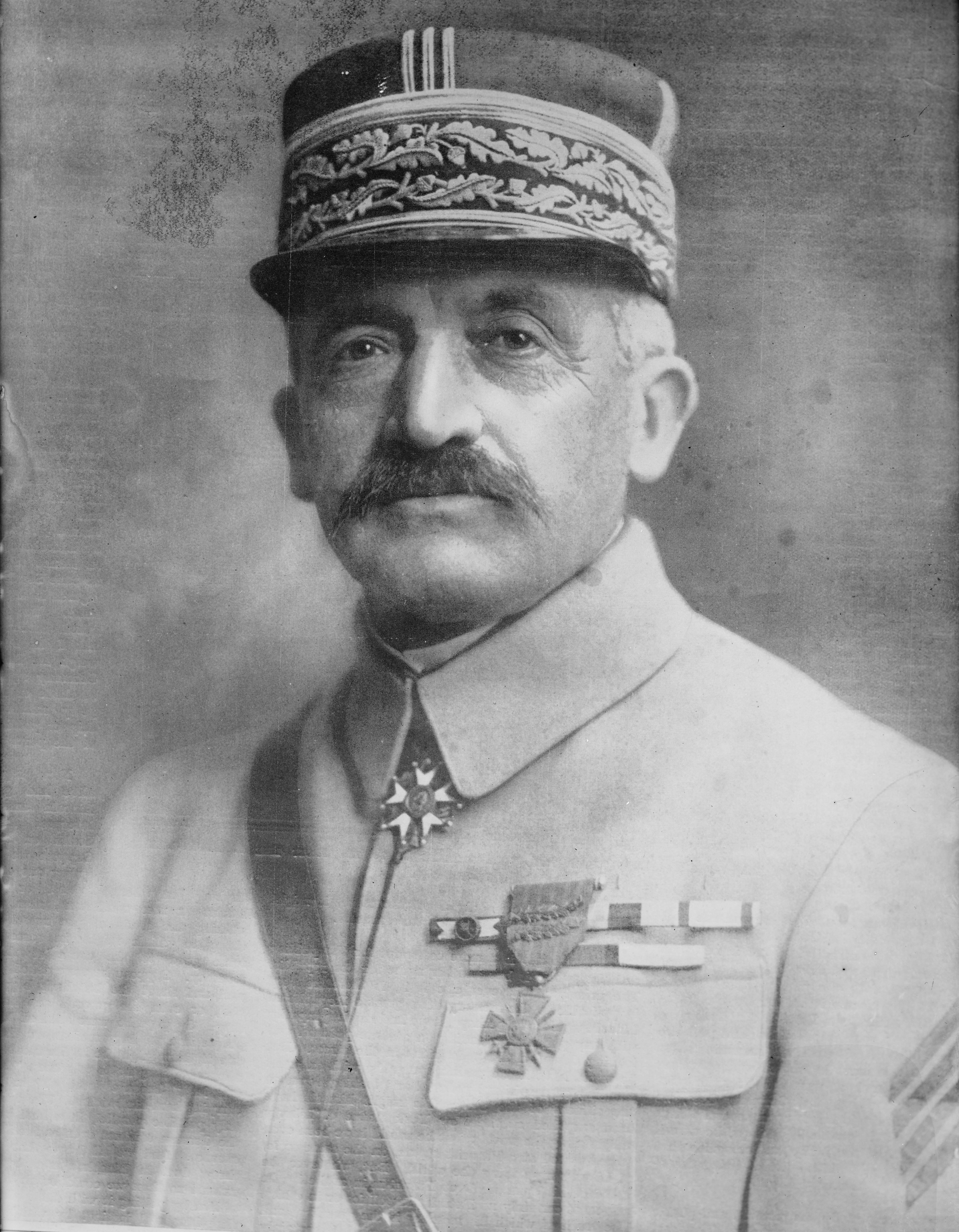
Paul Maistre

### Belgique

#### Personnalités politiques
- Charles de Broqueville - Premier Ministre (1911–1918).
- Armand De Ceuninck - Ministre de la Guerre (1917–1918).
- Julien Davignon - Ministre des affaires étrangères (1907–1916).

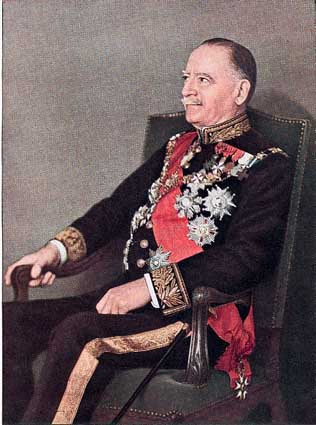
Charles de Broqueville
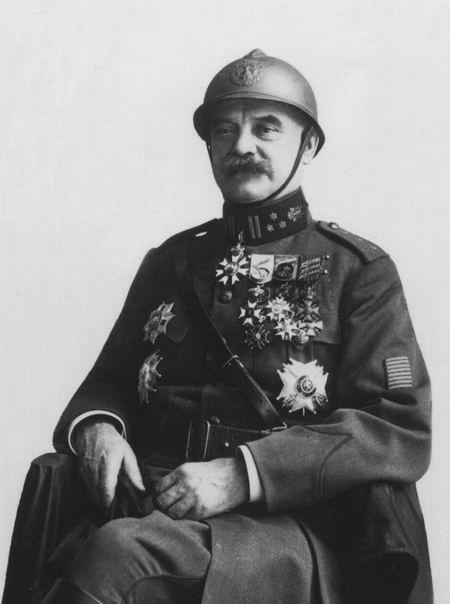
Armand de Ceuninck
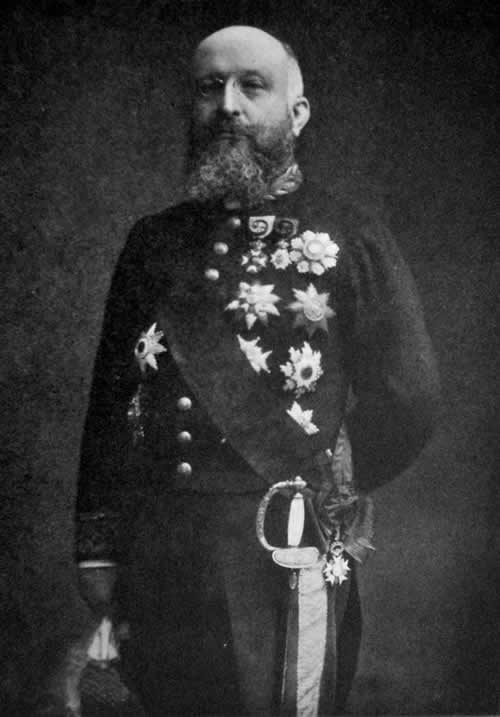
Julien Davignon

#### Personnalités militaires
- Antonin de Selliers de Moranville - Chef d'Etat-Major de l'armée belge (1914), puis inspecteur général de l'armée (1914-1919).
- Guillaume Baix - Commandant de la 1ère division d'armée.
- Émile Dossin de Saint-Georges - Commandant de la 2ème division d'armée.
- Gérard Leman - Commandant de la 3ème division d'armée (1914).
- Augustin Édouard Michel du Faing d'Aigremont - Commandant de la 4ème division d'armée.
- Georges Ruwet - Commandant de la 5ème division d'armée.
- Albert Lantonnois van Rode - Commandant de la 6ème division d'armée.
- Léon de Witte de Haelen - Commandant de la division de cavalerie.
- Alphonse Jacques de Dixmude - Commandant de la 3ème division d'armée (1916-1918), puis commandant du groupement central d'attaque (1918).
- Victor van Strydonck de Burkel - Commandant le 2e groupe (3e et 4e escadrons) du 1er régiment des Guides lors de la Charge de Burkel.
- Charles Tombeur de Tabora - Commandant de Force publique du Congo belge (1915-1916).
- Armand Huyghé de Mahenge - Commandant de Force publique du Congo belge (1916-1917).

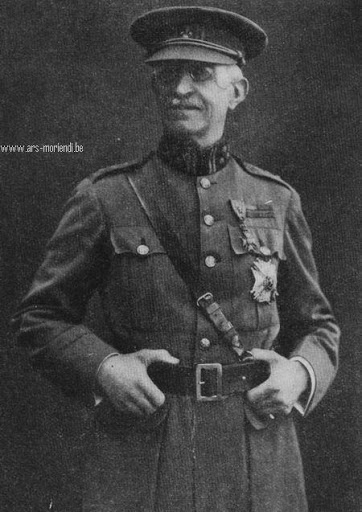
Antonin de Selliers de Moranville
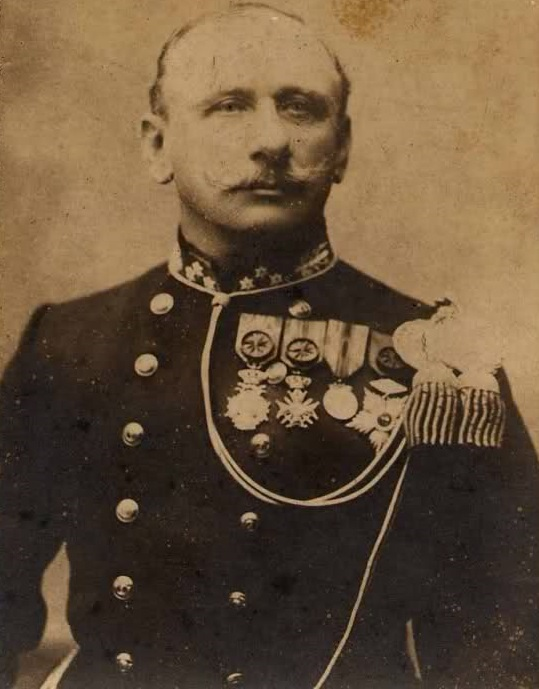
Guillaume Baix
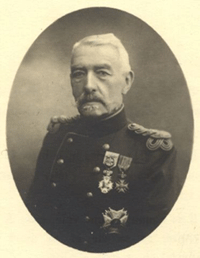
Émile Dossin de Saint-Georges
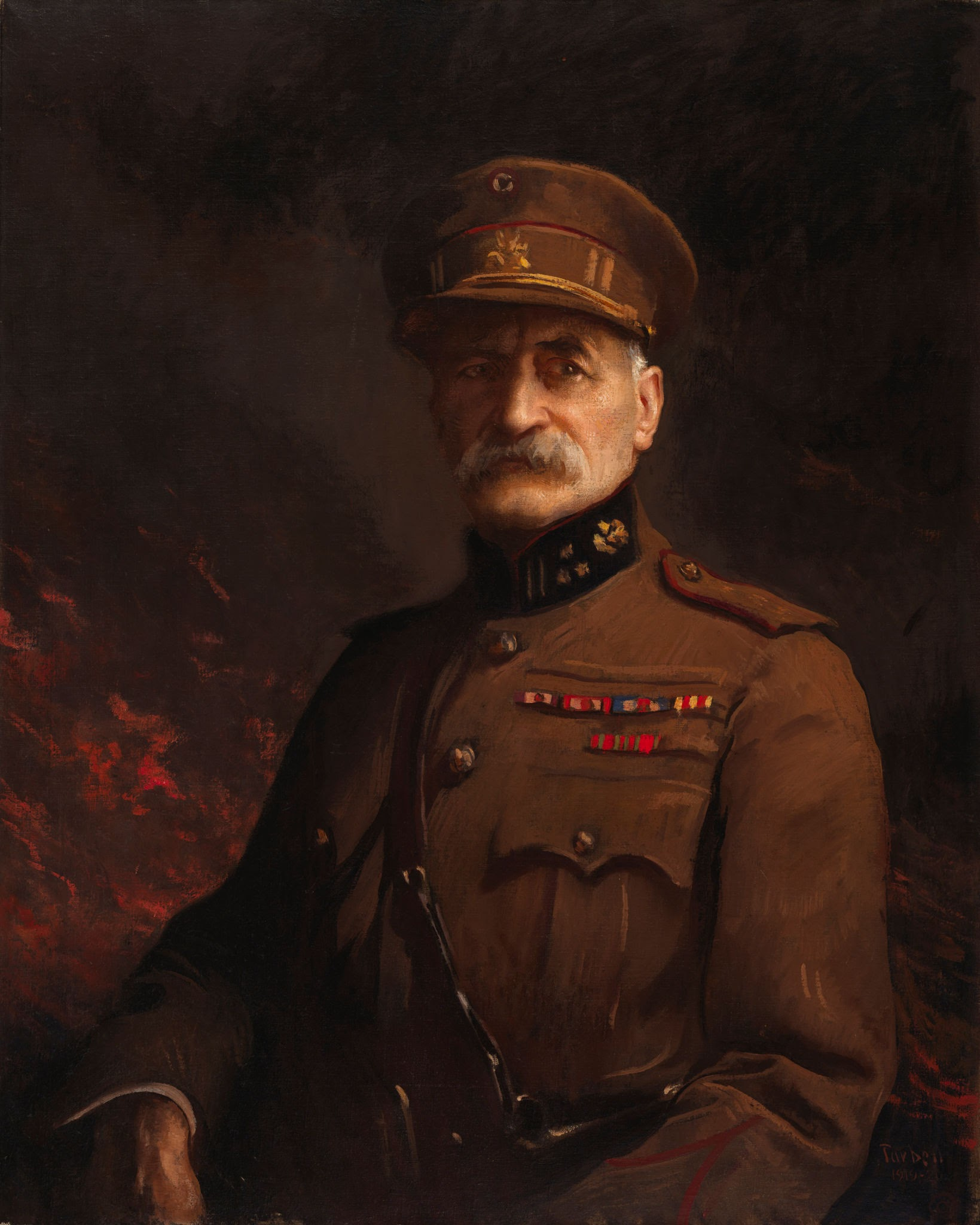
Gérard Leman
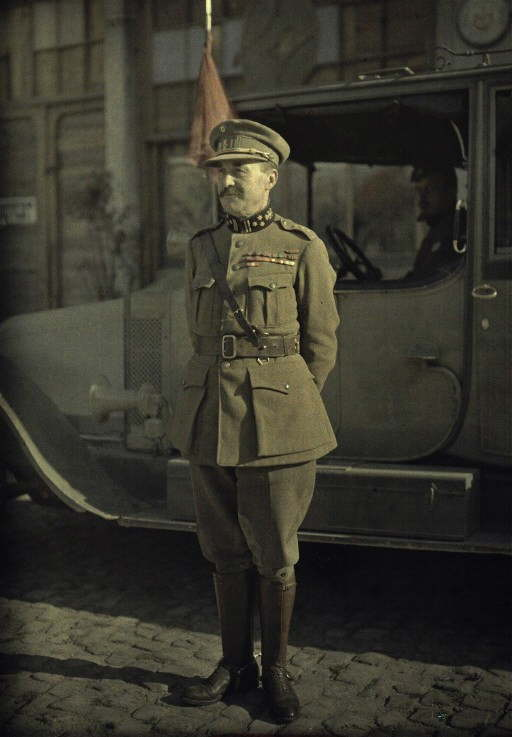
Augustin Édouard Michel du Faing d'Aigremont
Albert Lantonnois van Rode
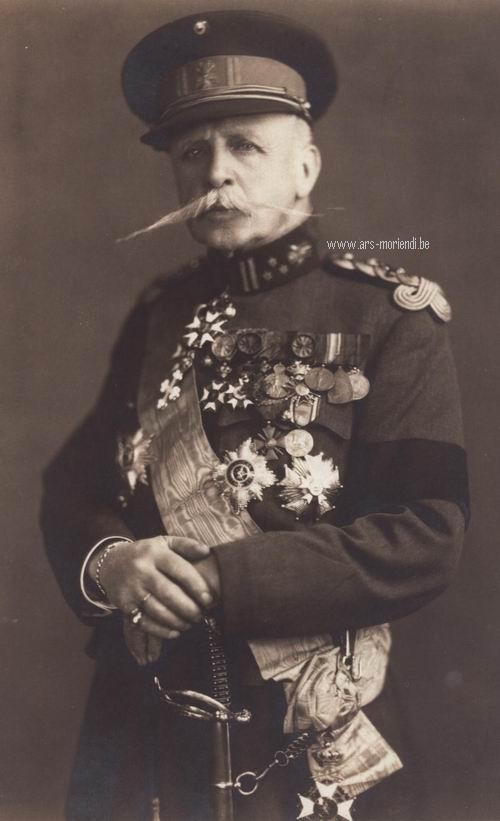
Léon de Witte de Haelen
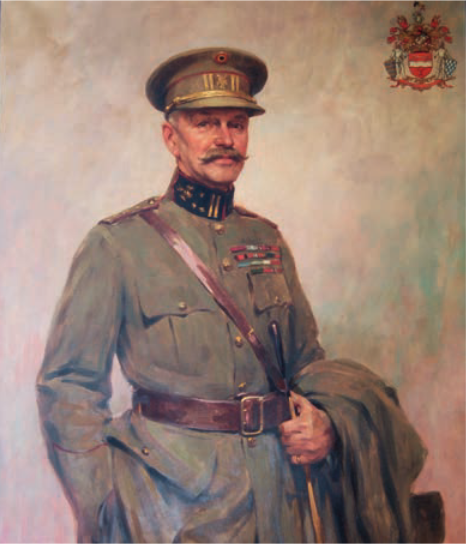
Alphonse Jacques de Dixmude
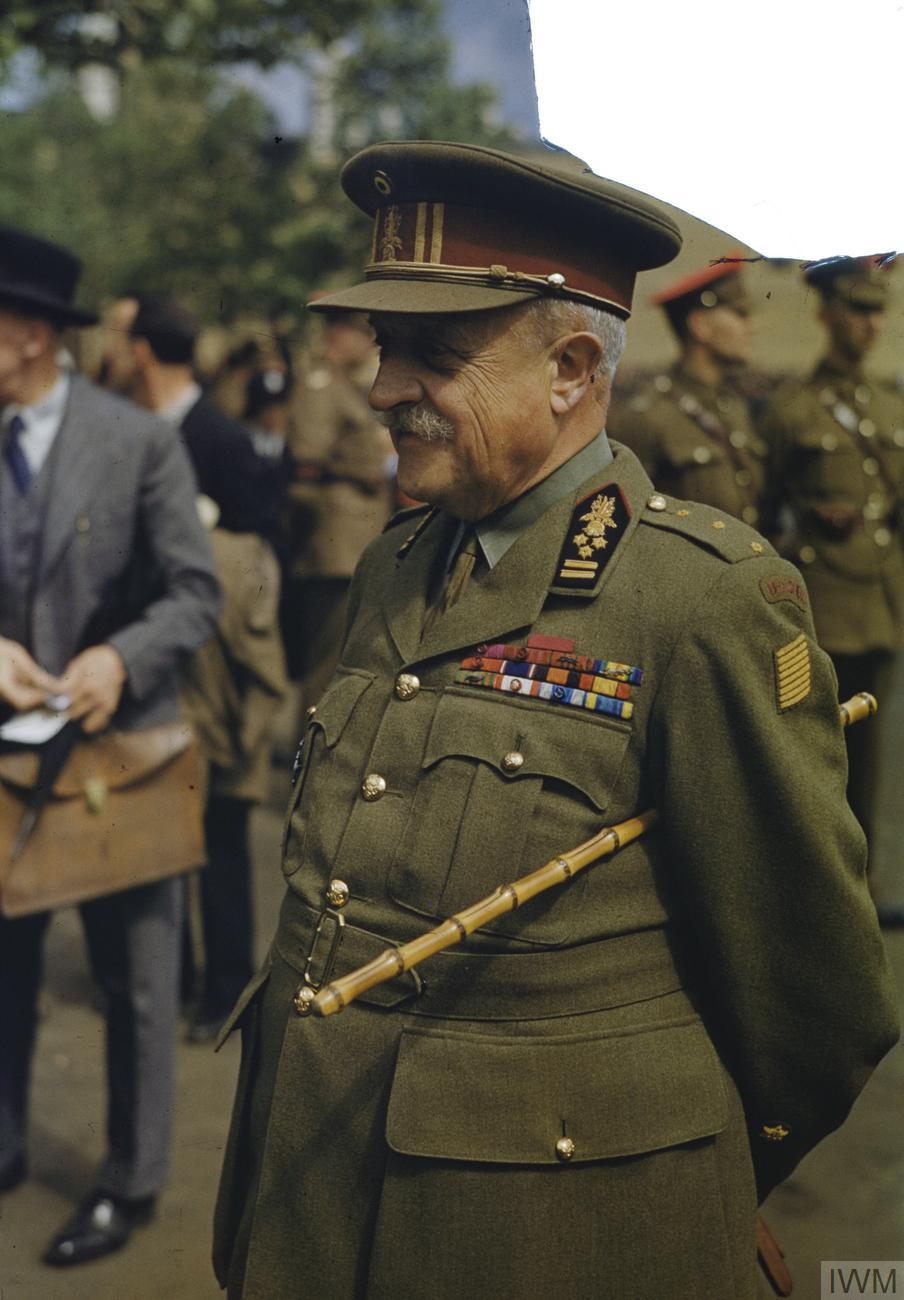
Victor van Strydonck de Burkel
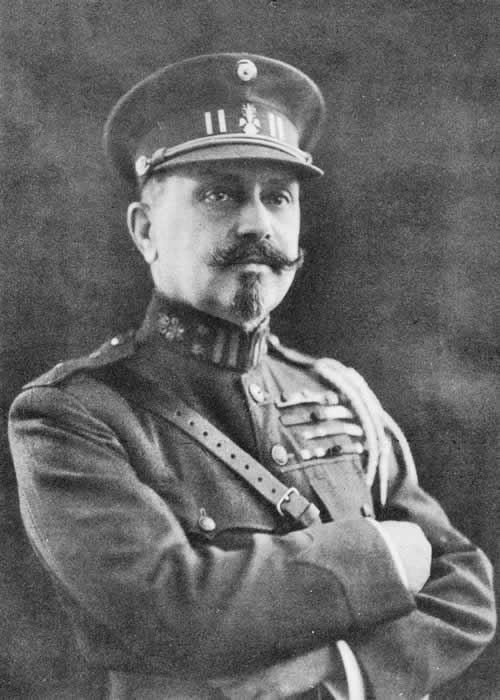
Charles Tombeur de Tabora
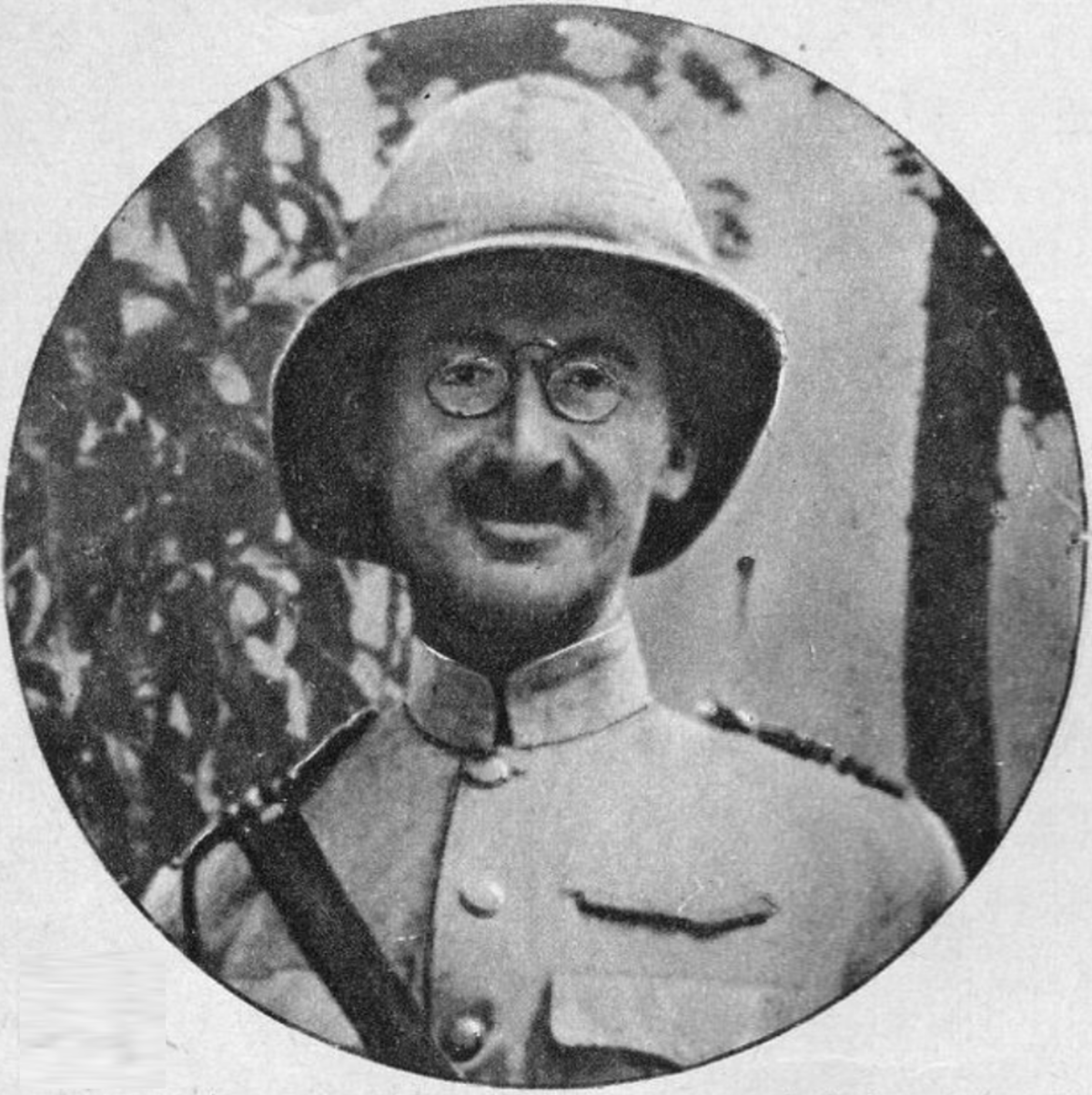
Armand Huyghé de Mahenge